# Rally Dakar de 2018
El Rally Dakar de 2018 fue la cuadragésima edición de la carrera de rally raid más exigente del mundo. Se realizó entre el 6 y el 20 de enero, por décima vez consecutiva en América del Sur, tras la cancelación de la edición de 2008 en África por amenazas terroristas. La empresa francesa ASO (Amaury Sport Organisation) fue la organizadora del Dakar, que en esta oportunidad se disputó en Perú, Bolivia y Argentina. Desde que la prueba comenzó a realizarse en Sudamérica en 2009, Argentina estuvo presente en todas las ediciones, Bolivia en cinco y Perú en tres, incluyendo la edición de 2018.
La salida fue el 6 de enero en la ciudad de Lima en dirección sudeste, disputándose seis etapas y media, primero a través del Desierto costero peruano y sus gigantescas dunas, teniendo como principal sitio a las peligrosas dunas de Ica, para luego subir al Altiplano andino (promedio de 3800 m s. n. m.) hasta el limítrofe lago Titicaca. En Bolivia se corrieron cuatro etapas, incluyendo un paso por el camino que bordea el ya clásico salar de Uyuni y transcurrió el día de descanso el 12 de enero en la sede de gobierno boliviana, La Paz, a 3600 m s. n. m. Sin dejar la altura, Argentina recibió a los competidores en su frontera noroeste (4000 m s. n. m.), para organizar las últimas cinco etapas y media a través de los pasos y dunas del sector argentino de la cordillera de los Andes, entre ellas el célebre "infierno de Belén", hasta finalizar en Córdoba, en el límite norte de las pampas argentinas, donde culminó la competencia el 20 de enero.
La carrera se disputó en 14 etapas durante quince días, recorriendo algo más de 8.000 kilómetros. El plan originario programaba un competencia cronometrada que sumaría 4234 km para las motos y cuatrimotos, 4329 km para los coches y 4154 km para los camiones, pero solo pudieron completarse 3484 km, 4087 km y 4001 km, respectivamente. 
En la categoría coches resultó ganador el español Carlos Sainz con un tiempo de 49:16:18, alcanzando su 2.ª victoria en un Dakar, con Lucas Cruz como navegante, utilizando un Peugeot. El podio lo completaron el catarí Nasser Al-Attiyah (+43:40) y el sudafricano Giniel de Villiers (+01:16:41), los dos con Toyota. 
En la categoría motocicletas resultó ganador el austríaco Matthias Walkner, con un tiempo de 43:06:01, con KTM, continuando una racha ganadora de la marca de 17 ediciones. El podio lo completaron el argentino Kevin Benavídes (+16:53), con Honda y el australiano Toby Price (+23:01), con KTM.
En la categoría cuatrimotos resultó ganador el chileno Ignacio Casale, con un tiempo de 53:47:04, repitiendo su triunfo de 2014. El podio lo completaron los argentino Nicolás Cavigliasso (+1:38:52) y Jeremías González Ferioli (+2:08:14), los tres con Yamaha.
En la categoría camiones resultó el ganador el ruso Eduard Nikolaev al mando de un Kamaz, con un tiempo de 54:57:37, acompañado por los navegantes Evgeny Yakolev y Vladimir Rybakov, quienes se consagraron campeones del Dakar por cuarta vez. El podio lo completaron el bielorruso Siarhei Viazovich (+3:57:17) al mando de un MAZ, y el ruso Airat Mardeev (+5:22:34) con Kamaz.
En la categoría UTVs resultó ganador el brasileño Reinaldo Varela, con un tiempo de 72:44:06, acompañado por el navegante Gustavo Gugelmín, utilizando un vehículo Can-Am. El podio lo completaron los franceses Patrice Garrouste (+57:37) y Claude Fournier (+10:09:25), ambos con Polaris.

## Etapas
Recorrido oficial entregado por la organización.
| Etapa   | Fecha           | Desde                                   | Hasta                                   | Motos y Quads                           | Motos y Quads                           | Motos y Quads                           | Coches                                  | Coches                                  | Coches                                  | Camiones | Camiones | Camiones |
| Etapa   | Fecha           | Desde                                   | Hasta                                   | km                                      | EsP                                     | EsR                                     | km                                      | EsP                                     | EsR                                     | km       | EsP      | EsR      |
| ------- | --------------- | --------------------------------------- | --------------------------------------- | --------------------------------------- | --------------------------------------- | --------------------------------------- | --------------------------------------- | --------------------------------------- | --------------------------------------- | -------- | -------- | -------- |
| 1       | 6 de enero      | Lima                                    | Pisco                                   | 272                                     | 31                                      | 31                                      | 272                                     | 31                                      | 31                                      | 272      | 31       | 31       |
| 2       | 7 de enero      | Pisco                                   | Pisco                                   | 278                                     | 267                                     | 267                                     | 278                                     | 267                                     | 267                                     | 278      | 267      | 267      |
| 3       | 8 de enero      | Pisco                                   | Marcona                                 | 501                                     | 295                                     | 295                                     | 502                                     | 295                                     | 295                                     | 502      | 295      | 295      |
| 4       | 9 de enero      | Marcona                                 | Marcona                                 | 444                                     | 330                                     | 330                                     | 444                                     | 330                                     | 330                                     | 444      | 330      | 330      |
| 5       | 10 de enero     | Marcona                                 | Arequipa                                | 770                                     | 264                                     | 264                                     | 932                                     | 267                                     | 267                                     | 932      | 267      | 267      |
| 6       | 11 de enero     | Arequipa                                | La Paz                                  | 758                                     | 313                                     | 180                                     | 758                                     | 313                                     | 313                                     | 758      | 313      | 313      |
|         | 12 de enero     | Día de descanso en la ciudad de La Paz. | Día de descanso en la ciudad de La Paz. | Día de descanso en la ciudad de La Paz. | Día de descanso en la ciudad de La Paz. | Día de descanso en la ciudad de La Paz. | Día de descanso en la ciudad de La Paz. | Día de descanso en la ciudad de La Paz. | Día de descanso en la ciudad de La Paz. |          |          |          |
| 7       | 13 de enero     | La Paz                                  | Uyuni                                   | 726                                     | 425                                     | 425                                     | 726                                     | 425                                     | 425                                     | 669      | 368      | 368      |
| 8       | 14 de enero     | Uyuni                                   | Tupiza                                  | 584                                     | 498                                     | 498                                     | 584                                     | 498                                     | 498                                     | 558      | 380      | 380      |
| 9       | 15 de enero     | Tupiza                                  | Salta                                   | 754                                     | 242                                     | 0                                       | 754                                     | 242                                     | 0                                       | 754      | 242      | 0        |
| 10      | 16 de enero     | Salta                                   | Belén                                   | 795                                     | 372                                     | 372                                     | 795                                     | 372                                     | 372                                     | 795      | 372      | 372      |
| 11      | 17 de enero     | Belén                                   | Chilecito                               | 484                                     | 280                                     | 280                                     | 746                                     | 280                                     | 280                                     | 746      | 280      | 280      |
| 12      | 18 de enero     | Chilecito                               | San Juan                                | 722                                     | 375                                     | 0                                       | 791                                     | 522                                     | 522                                     | 791      | 522      | 522      |
| 13      | 19 de enero     | San Juan                                | Córdoba                                 | 904                                     | 423                                     | 423                                     | 927                                     | 368                                     | 368                                     | 927      | 368      | 368      |
| 14      | 20 de enero     | Córdoba                                 | Córdoba                                 | 284                                     | 119                                     | 119                                     | 284                                     | 119                                     | 119                                     | 284      | 119      | 119      |
| Totales | 6 a 20 de enero | Lima                                    | Córdoba                                 | 8276                                    | 4234                                    | 3484                                    | 8793                                    | 4329                                    | 4087                                    | 8710     | 4154     | 4001     |

## Participantes

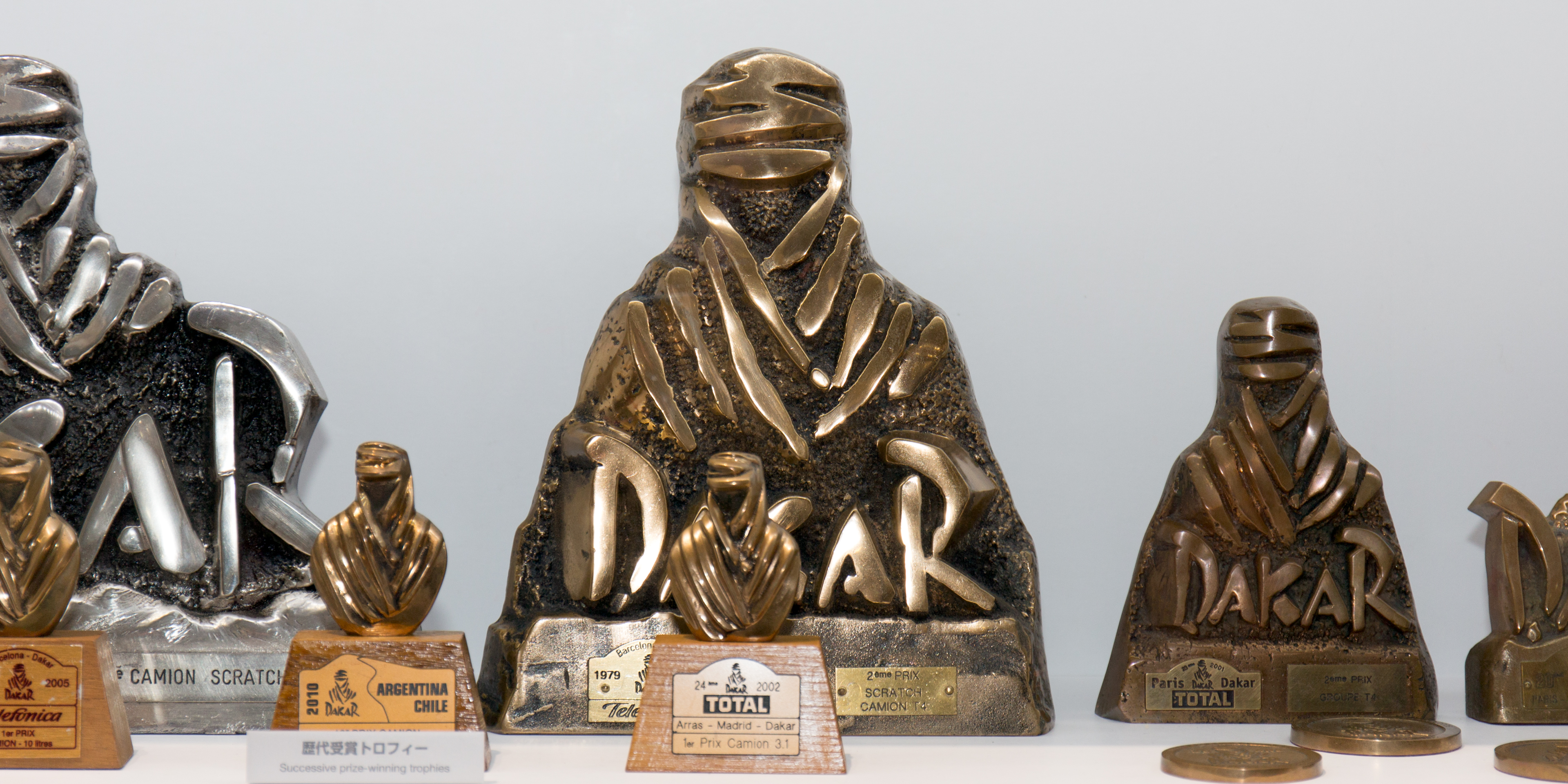
Premios entregados a cada ganador de las variadas etapas en todas las competencias del Rally Dakar.

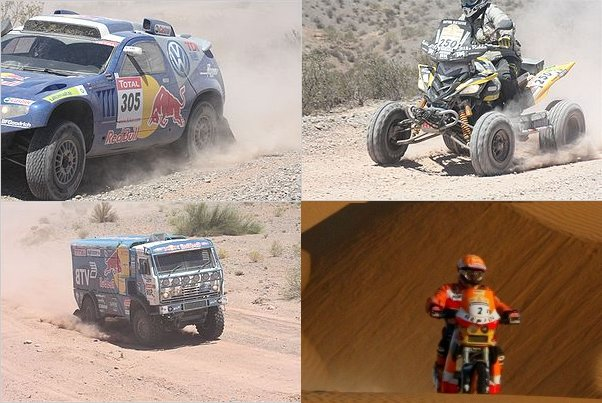
Ejemplo de los vehículos que participaran en el Rally Dakar de 2018.

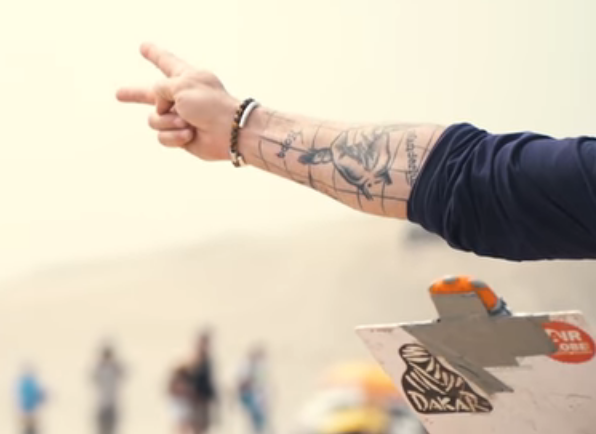
Señal de largada.

En las motos se esperaba una batalla entre las marcas, por destronar a KTM que había ganado las 16 ediciones anteriores y en 2017 obtuvo las tres posiciones del podio. KTM presentó nuevamente al australiano Toby Price, al británico Sam Sunderland (último campeón) y al austríaco Matthias Walkner (último subcampeón). Honda presentó al argentino Kevin Benavides y al español Joan Barreda Bort. El chileno Pablo Quintanilla se presentó con Husqvarna, mientras que el francés Adrien van Beveren y el argentino Franco Caimi lo hicieron con Yamaha.
En cuatrimotos (quads) la expectativa se centró sobre el último campeón, el ruso Serguéi Kariakin y sus dos acompañantes en el último podio, el chileno Ignacio Casale (campeón en 2014) y el argentino Pablo Copetti.
En automóviles el foco estuvo puesto en la escudería Peugeot, que en la edición 2017 obtuvo el podio completo con Stéphane Peterhansel, Cyril Despres y Sebastien Loeb, presentes nuevamente junto a Carlos Sainz. Con Toyota se presentaron Nasser Al-Attiyah y Giniel De Villiers, mientras que el argentino Orlando Terranova, Nani Roma y el finlandés Mikko Hirvonen lo hicieron con MINI. Se trató de la última edición en la que Peugeot presenta un equipo oficial.
En camiones se esperaba un nuevo duelo entre Kamaz e Iveco. La marca rusa presentó al último campeón Eduard Nikoláiev y a Dimitri Sotnikov. Iveco presentó al argentino Federico Villagra.
En SXS (side by side) no se presentó ninguno de los competidores que finalizaron la edición de 2017, la primera en la que compitieron.

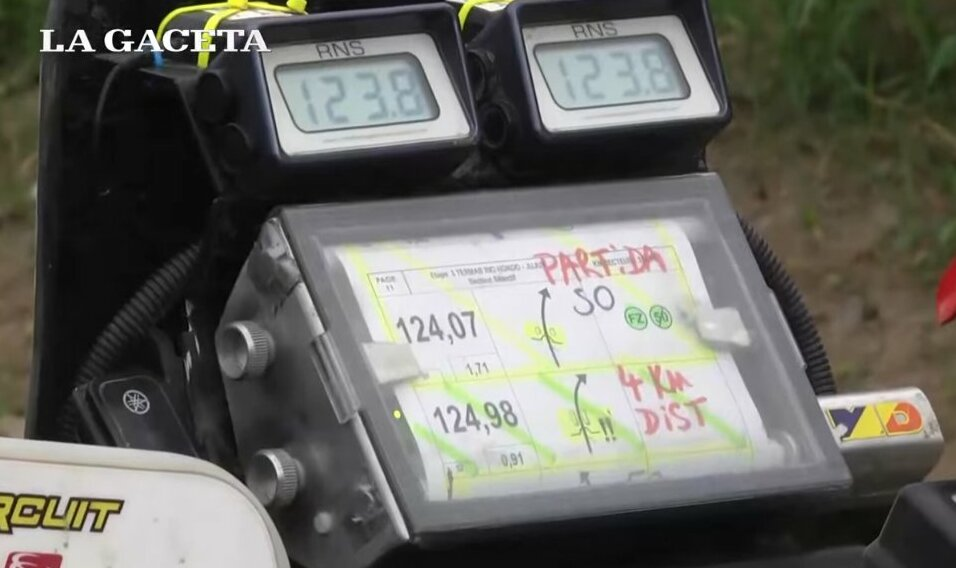
Hoja de ruta en una moto.

Con respecto a la participación femenina, se inscribieron catorce mujeres y largaron trece, sobre un total de 545 competidores (2,39%). El Dakar tiene una proporción mayor que otras competencias automovilísticas de primer nivel y ha establecido un premio especial para la mujer mejor clasificada en cada categoría. La edición 2018 mostró un repunte de la inscripción femenina, luego de dos años de reducción (11 en 2017, 10 en 2016 y 9 en 2017).
En la categoría de motos se inscribieron cuatro mujeres, destacándose entre ellas la española Laia Sanz, en su octavo Dakar, con un 9.º puesto en la edición de 2015; las otras tres son la española Rosa Romero, la checa Gabriela Novotna y la neerlandesa Mirjam Pol. En coches se inscribieron cinco mujeres: como pilotos la española Cristina Gutiérrez, la argentina Alicia Reina y la peruana Fernanda Kanno; y como copilotos la argentina María del Huerto y la francesa Eugenie Decré. En quads se inscribieron dos mujeres: la boliviana Suany Martínez y la checa Olga Rouckova. En SxS se inscribió la italiana Camelia Liparoti y en camiones la también italiana Raffaele Cabini, como copilota de su padre, Giulio Verzeletti.
El director deportivo del Dakar Marc Coma explicó a la prensa que los organizadores han establecido una política prioritaria de promover un aumento considerable del número de mujeres corredoras:

Yo creo que es una barrera que entre todos vamos intentando romper, que cada vez haya más mujeres y que no sea exótico tener mujeres en el Dakar. Lógicamente, tenemos competidoras de un nivel muy alto, pero es momento de aumentar la cantidad. Creo que sería una muy buena noticia tener el máximo de mujeres posibles en los próximos años. Esto sería la prioridad, sin renunciar lógicamente a la calidad.
Marc Coma

## Desarrollo por etapas

### Etapa 1

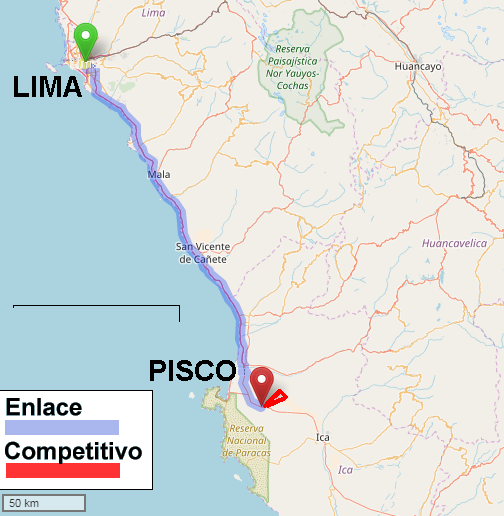
Mapa de la Etapa 1.

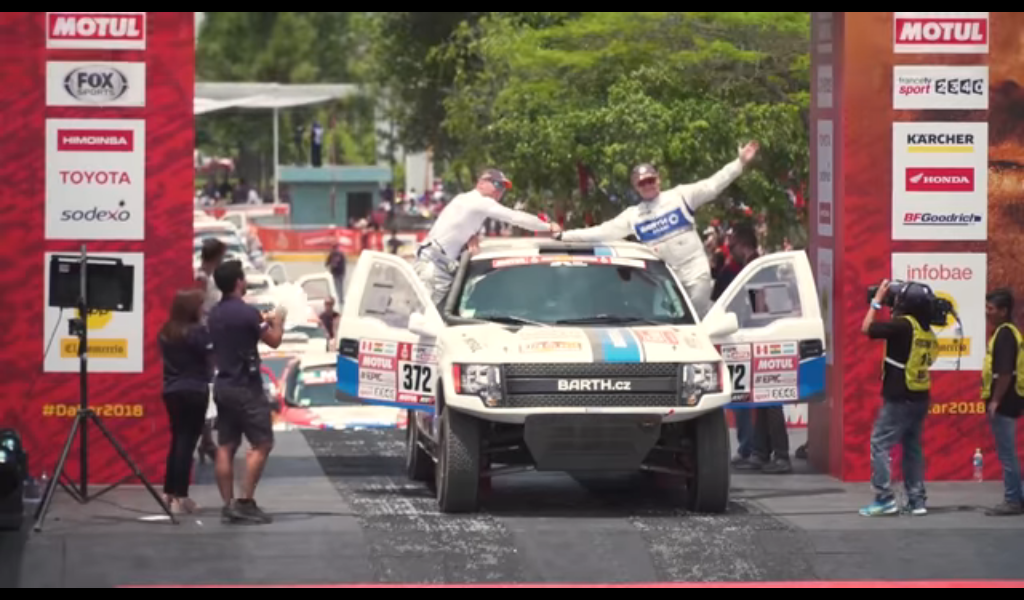
Podio de largada en Lima.

La primera etapa del Dakar salió desde Lima el 6 de enero desde el Cuartel General del Ejército (el "Pentagonito") ubicado en el distrito de San Borja, y se extendió 273 kilómetros hacia el sur, hasta pocos kilómetros después de Pisco, pero solo los últimos 31 kilómetros fueron de competencia. La caravana tomó la Carretera Panamericana Sur, que bordea el océano Pacífico, pasando por Punta Hermosa, Distrito de Punta Negra, Chilca, Mala, Asia, Quilmaná, Imperial, San Vicente de Cañete, Sunampe, Chincha Baja, Pisco, Paracas hasta Pozo Santo, una pequeña localidad del Departamento de Ica, en el kilómetro 256 de la Carretera Panamericana. Unos tres kilómetros antes de Pozo Santo, se corrió un bucle de 31 kilómetros, fuera de ruta y al norte de la Panamericana, en su totalidad a través de las dunas de Ica. El campamento se estableció en el kilómetro 253 de la Panamericana, donde también se ubicó la salida y largada del tramo competitivo. La temperatura se en el promedio histórico, con una máxima de 31° a las 16 horas.
Al finalizar la brevísima primera etapa los mejor fueron:

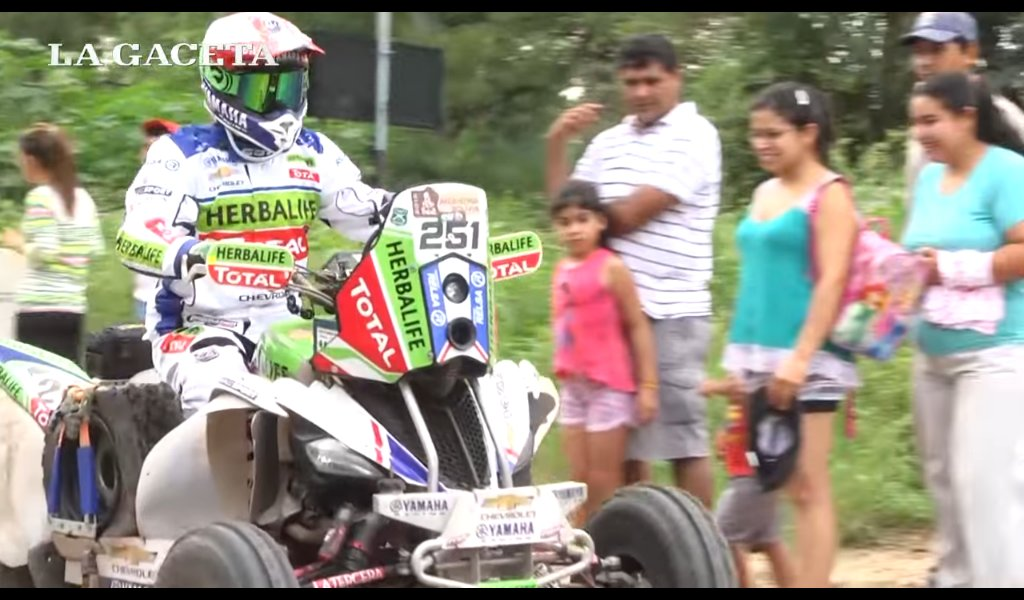
El chileno Ignacio Casale se puso desde el inicio a la cabeza del rally en la categoría quads.

- Coches: El subcampeón 2016, el catarí Nasser Al Attiyah (Toyota) hizo el mejor tiempo, seguido del neerlandés Bernhard ten Brinke (Toyota), quedando en tercer lugar el peruano Nicolás Fuchs (Borgward).
- Motos:  Ganó el inglés residente en Dubái Sam Sunderland (KTM), campeón del año anterior, segundo el francés Adrien van Beveren (Yamaha) y tercero el chileno Pablo Quintanilla (Husqvarna).
- Quads: La etapa la ganó el chileno Ignacio Casale, seguido del campeón del año anterior el ruso Sergey Karyakin, finalizando tercero el argentino Pablo Copetti.
- Camiones: Fue primero el checo Aleš Loprais (Tatra), en segundo lugar el neerlandés Martin van den Brink (Renault) y en tercer lugar el ruso Eduard Nikoláiev (Kamaz), campeón del año anterior.
- SXS: La etapa fue ganada por el peruano Aníbal Aliaga, resultando segundo el español José Luis Peña Campo y tercero el francés Claude Fournier.

Entre las incidencias de la etapa se destacó el grave accidente sufrido por del piloto portugués Joaquim Rodrigues al caer de una duna y fracturarse una vértebra lumbar.
Al finalizar la etapa habían abandonado 3 vehículos (2 motos y 1 auto).

### Etapa 2

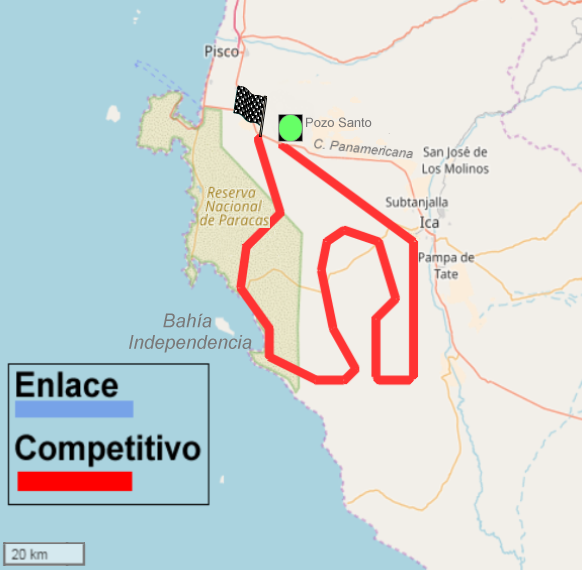
Mapa de la Etapa 2.

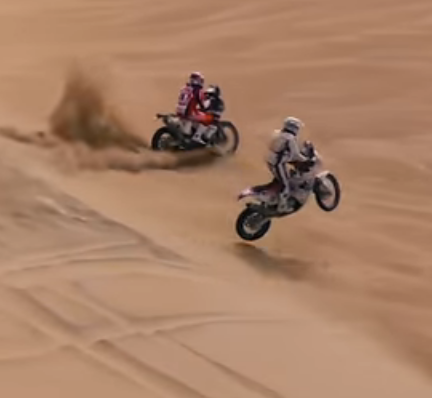
Motos compitiendo en las dunas de Ica en la etapa 2.

La segunda etapa se corrió el domingo 7 de enero y fue casi totalmente competitiva. Los corredores salieron a doce kilómetros del campamento de Pozo Santo (unos 20 km al sur de Pisco) y volvieron al campamento. El tramo competitivo de 267 km se realizó en una enorme zona de dunas sin rutas, entre la ciudad de Ica y el océano Pacífico, que forma parte del desierto costero del Perú, donde fue trazada la fase peruana del Dakar. Saliendo de Pozo Santo, los vehículos tomaron dirección sudeste, a través de unos 40 kilómetros de cañones, hacia Ica y la laguna Huacachina, allí tomaron hacia el sur otros 40 kilómetros, donde realizaron el primero de tres giros de 180°, dibujando un circuito en forma de ese, con tres tramos de aproximadamente 40 kilómetros cada uno, hasta ingresar a la Reserva nacional de Paracas y llegar a la costa oceánica frente a la bahía de la Independencia, donde volvieron a adentrarse siguiendo rumbo norte, hasta volver a Pozo Santo. El pronóstico de temperatura llegó a una máxima en Ica de 29°.
Al finalizar la segunda etapa las posiciones eran las siguientes:
- Coches: Como en 2017, Peugeot se mostró dominante y ocupó los tres primeros lugares de la etapa. Cyril Despres (subcampeón 2018) llegó primero, liderando la general apenas 27 segundos delante de Stéphane Peterhansel (campeón 2017), mientras que el tercer lugar de la general lo ocupó Giniel de Villiers (+05:44) con Toyota. En cuarta ubicación se colocó Sébastien Loeb (+06:09), en quinta el catarí Nasser Al-Attiyah (+12:15) y en sexta el argentino Orlando Terranova (+12:50) con Mini, mismo tiempo que el finlandés Mikko Hirvonen (+12:50), seguido de cerca por el español Carlos Sainz (+13:12).
- Motos: La etapa la ganó el español Joan Barreda Bort (Honda), liderando así la general. El francés Adrien van Beveren (+02:30) se ubicó segundo en la general, siendo tercero el austríaco Matthias Walkner (+04:50). Atrás se ubicaron el último campeón Sam Sunderland (+05:04), seguido por el chileno Pablo Quintanilla (+05:44), el francés Xavier de Soultrait (+06:22) y los argentinos Kevin Benavídes (+06:39) y Franco Caimi (+07:10).
- Quads: El chileno Ignacio Casale ganó la segunda etapa consecutiva y se ubicó primero en la general seguido de cerca por el ruso Sergey Karyakin (+01:43). Un poco más atrás quedó el argentino Pablo Copetti (+11:51).
- Camiones: Ganó el ruso Eduard Nikoláiev (Kamaz), campeón del año anterior, liderando la general. Segundo en la general quedó el checo Aleš Loprais (+05:38) y tercero el argentino Federico Villagra (+09:33). Detrás quedaron el checo Martin Kolomy (+13:07) y el neerlandés Ton van Genugten (+20:50).
- SXS: La etapa la ganó el brasileño Reinaldo Varela, que quedó segundo en la general a 12:08 del líder, el peruano Juan Carlos Uribe Ramos. En tercer lugar quedó el peruano Aníbal Aliaga (+25:05), seguido de cerca por el español José Luis Pena Campo (+26:51) y el francés Patrice Garrouste (+28:32). El resto de los competidores quedó a más de una hora del líder.

En esta etapa abandonaron 23 vehículos (11 motos, 6 autos, 3 camiones, 2 quads y 1 SxS), totalizando un acumulado para la competencia hasta ese momento, de 26 vehículos fuera de competencia.

### Etapa 3

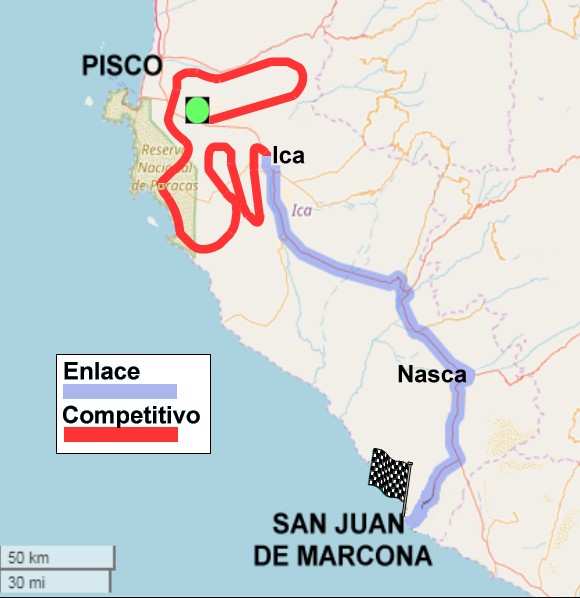
Mapa de la etapa 3.

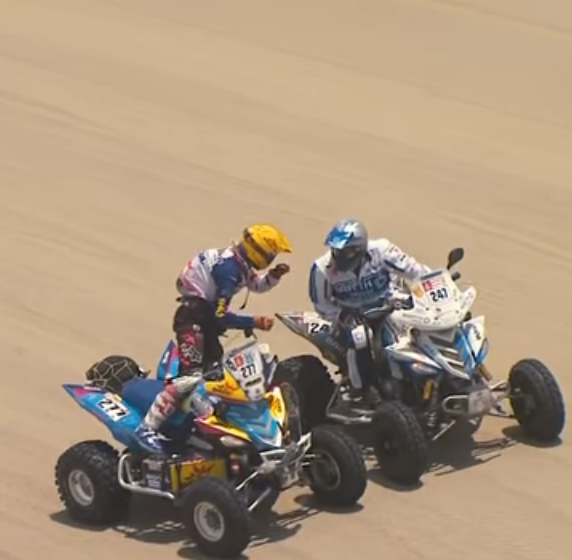
Dos pilotos de quad (Olga Rouckova & Josef Macháček) ayudándose durante la etapa 3.

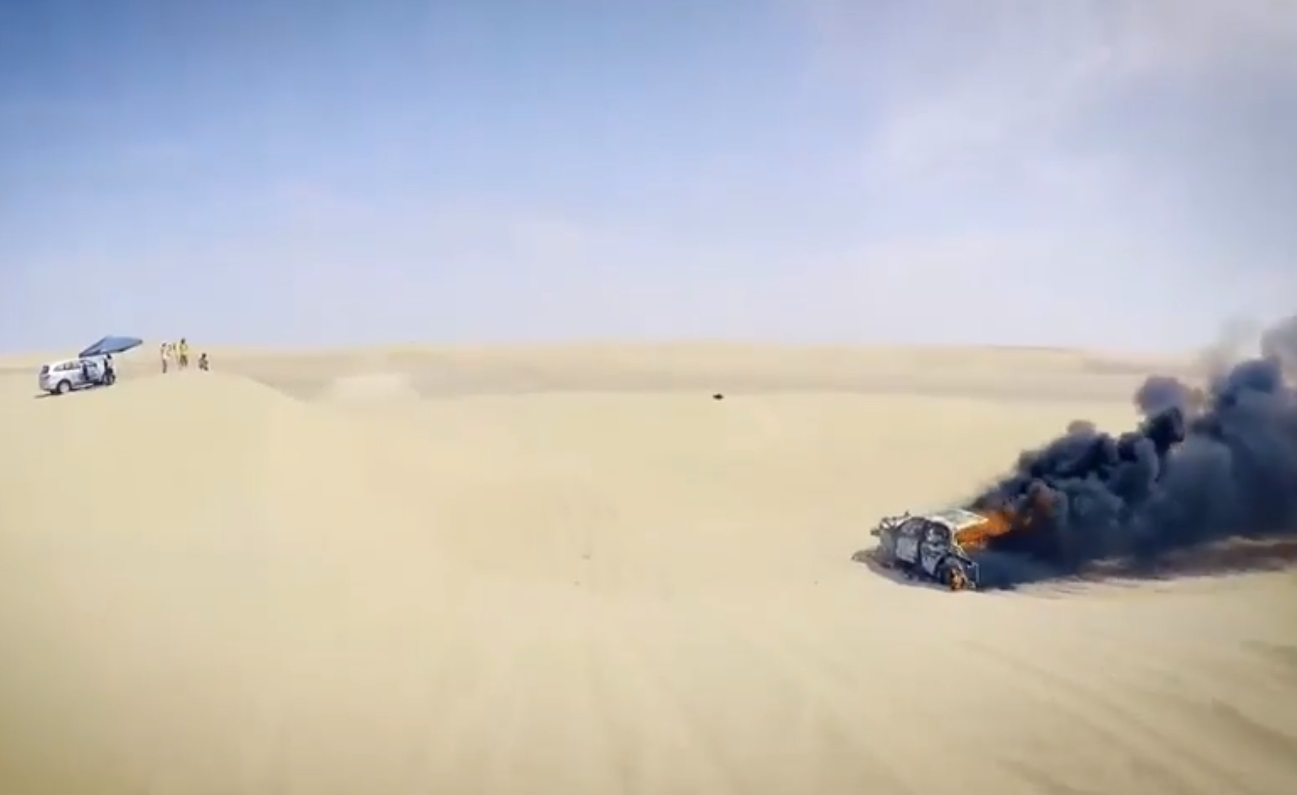
Se incendia el auto de la argentina Alicia Reina en las dunas de Ica.

La tercera etapa se corrió el lunes 8 de enero. Tuvo un primer tramo competitivo de 296 km, en la misma zona del departamento de Ica en que se realizaron las dos series competitivas anteriores, y un segundo tramo de enlace de 208 km hacia el sur, hasta San Juan de Marcona. El tramo competitivo largó en el campamento de Pozo Santo (sobre la Carretera Panamericana a unos 20 km de Pisco), en dirección noreste, recorriendo unos 80 kilómetros hasta las sierras del distrito de Huancano, donde los competidores ascendieron hasta unos 600 m s. n. m. Luego de una amplia curva de 180°, el circuito pasó cerca de la población de Huancano para descender en dirección al océano Pacífico, siguiendo un curso cercano a la Ruta nacional PE-28A (Vía Los Libertadores) y el río Pisco, hasta pocos kilómetros antes de Pisco, en el Distrito de Independencia. 
Allí giró hacia el sur, volvió a cruzar la Carretera Panamericana, ingresando a la Reserva nacional de Paracas hacia la bahía de la Independencia, donde giró nuevamente en ángulo recto hacia el este, para iniciar un último tramo en forma de ese, en la misma área de dunas en que se había realizado la carrera el día anterior. La llegada estuvo ubicada cerca del oasis de Huacachina.
Desde allí los corredores siguieron en enlace por la Carretera Panamericana hacia el sur, pasando por Pueblo Nuevo, Pachacutec, Santiago, Palpa, Nazca (donde se encuentran las milenarias Líneas de Nazca), hasta San Juan de Marcona, a orillas del mar, donde se establecerá el campamento.
Al finalizar la tercera etapa las posiciones eran:
- Coches: La etapa la ganó el catarí Nasser Al-Attiyah (+07:43) quién así pasó al tercer lugar en la general, con su Toyota. Stéphane Peterhansel pasó a liderar la general, seguido de su compañero de Peugeot Cyril Despres (+03:11). Hasta el séptimo lugar fueron Peugeot y Toyota: Sébastien Loeb (+10:11), Giniel de Villiers (+11:23), Carlos Sainz (+14:27) y Bernhard ten Brinke (+31:18). En octavo lugar se ubicó el MINI de Orlando Terranova (+35:19).
- Motos: Grandes cambios en la general. La etapa la ganó el último campeón Sam Sunderland quién así tomó la delantera en la general, seguido ahora por el argentino Kevin Benavídes (+04:38), quedando en tercer lugar el chileno Pablo Quintanilla (+05:00). Cuarto llegó el australiano Toby Price (+07:28) y quinto el estadounidense Ricky Brabec (+08:00). Los tres líderes hasta la etapa anterior quedaron relegados, llevando la peor parte el español Joan Barreda Bort, que se perdió en las dunas y retrocedió a la posición 15.ª.[17]
- Quads: Sin cambios en las posiciones de punta. El chileno Ignacio Casale ganó su tercera etapa consecutiva y estableció una considerable ventaja sobre el ruso Sergey Karyakin (+26:13) y el argentino Pablo Copetti (+26:43), pisándole los talones. En un cercano cuarto lugar quedó el peruano Alexis Hernández (+28:13). Entre los diez primeros se ubicaron cinco pilotos argentinos y siete latinoamericanos.
- Camiones: La etapa la ganó el argentino Federico Villagra con Iveco, quien así se ubicó segundo en la general a 08:58 del ruso Eduard Nikoláiev (Kamaz). Tercero lejos quedó el bielorruso Aliaksei Vishneuski (+52:34). Las dunas de Ica afectaron considerablemente la marcha de los camiones que integraban el pelotón delantero, como los checos Aleš Loprais y Martin Kolomy y el neerlandés Ton van Genugten, que quedaron a más de una hora de los dos punteros.
- SXS: La etapa la ganó el peruano Juan Carlos Uribe Ramos, quién se consolidó así como líder de la general. Segundo y tercero se ubicaron en la etapa los franceses Patrice Garrouste (+17:13) y Claude Fournier (+42:12). Más lejos siguen en carrera el peruano Aníbal Aliaga (+01:26:23) y el brasileño Reinaldo Varela (+02:04:26).

Como incidencia principal, Nani Roma sufrió un serio accidente cuando su auto dio varias vueltas de campana al bajar de un médano, a menos de un kilómetro de la llegada. Los tripulantes pudieron completar el tramo competitivo, pero Roma debió ser trasladado a un hospital de Lima, quedando fuera de competencia. La argentina Alicia Reina, una de las tres pilotos de coche en el rally, sufrió el incendio y destrucción total de su vehículo.
En esta etapa abandonaron 20 vehículos (11 autos, 3 motos, 3 camiones, 2 quads y 1 SxS), totalizando un acumulado para la competencia hasta ese momento, de 46 vehículos fuera de carrera.

### Etapa 4

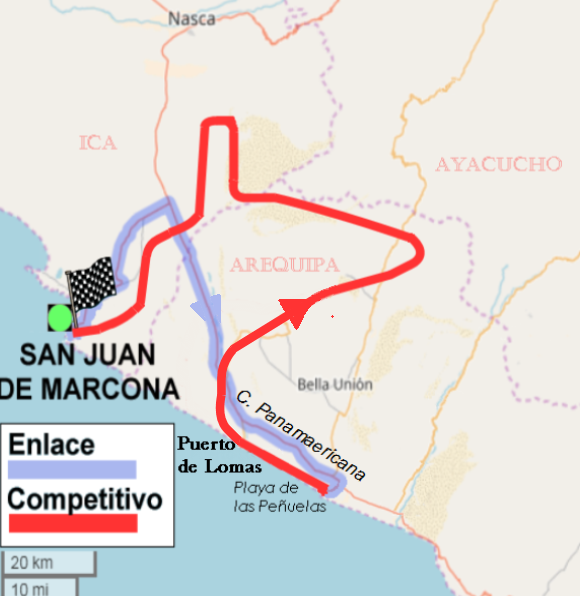
Mapa de la etapa 4.

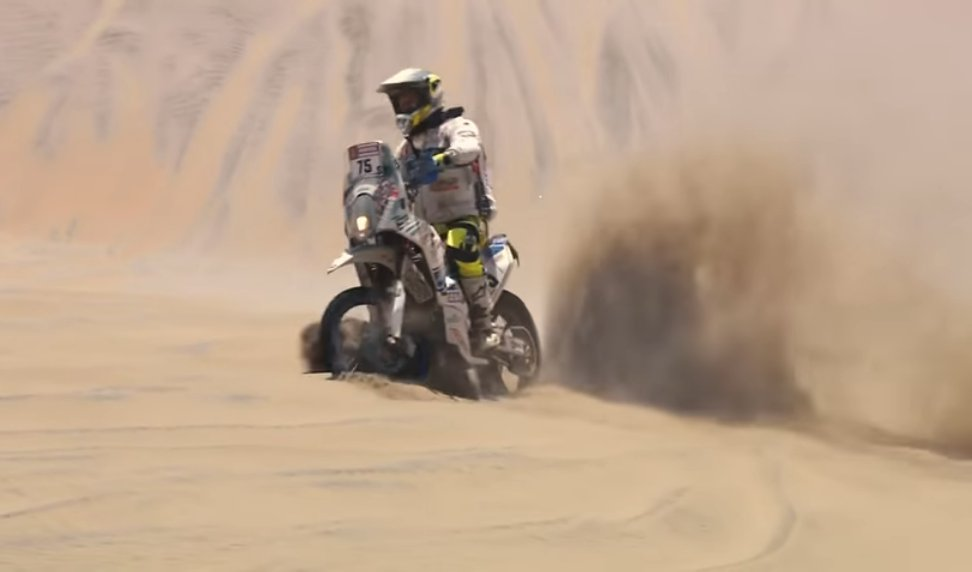
Piloto del Dakar hundiéndose en la arena "fofa" (fesh-fesh) de las etapas en San Juan de Marcona.

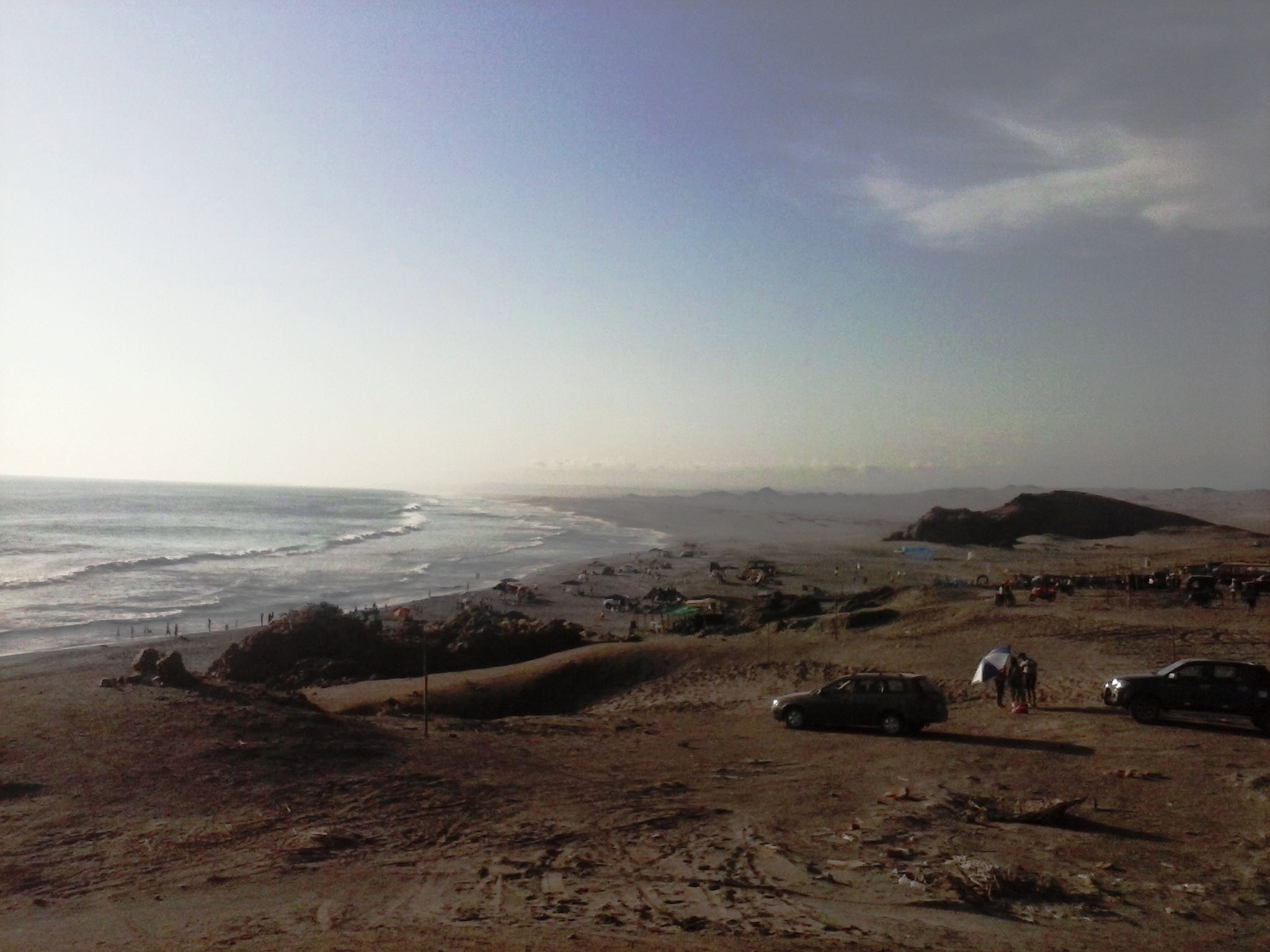
Playa de las Peñuelas, largada de la cuarta etapa.

La cuarta etapa se corrió el martes 9 de enero. Se trató de un rulo con salida y llegada en la ciudad costera de San Juan de Marcona. Los corredores transitaron primero un tramo de enlace de 114 km, en dirección sur, hasta llegar a la Playa de las Peñuelas, en la desembocadura del río Acari (distrito de Arequipa), donde se ubicó la largada del tramo competitivo de 330 km.
Los vehículos largaron en grupos simultáneamente alineados en la playa, por donde realizaron un sprint de unos 30 km, hasta Puerto de Lomas. Allí giraron hacia el este, ascendiendo en dirección a las primeras estribaciones de la cordillera de los Andes a través de gigantescos médanos y arena fesh fesh ("fofa"), pasando cerca del distrito de Bella Unión (217 m s. n. m.) y Lucasi (915 m s. n. m.), donde se encuentra la Duna Toro Mata (2068 m), hasta llegar al límite del departamento de Ayacucho, donde alcanzaron los 2000 m s. n. m. El circuito se extendió unos 150 km en la zona serrana, atravesando valles y cañones, antes de volver a descender hacia San Juan de Marcona.
La temperatura registró una máxima de 21° en la costa y 20° en la sierra, con presencia de nubes.
Al finalizar la cuarta etapa las posiciones eran:
- Coches: Día negro para Toyota y MINI, que una vez más aprovechó Peugeot con tres primeros lugares. La etapa la ganó Sebastien Loeb que quedó segundo en la general a 6 minutos 55 segundos del líder Stephane Peterhansel. El español Carlos Sainz (+13:06) desplazó del tercer lugar a su co-equiper Cyril Despres que quedó detenido a la espera de repuestos luego de perder una rueda.[22] Los Toyota de Nasser Al-Attiyah (+58:48) y el neerlandés Bernhard ten Brinke (+01:10:24) lograron ubicarse cuarto y quinto, pero muy lejos de los tres primeros pilotos. Los MINI quedaron fuera de los diez primeros y el argentino Lucio Álvarez (+04:00:49) fue el latinoamericano mejor ubicado en el undécimo lugar.

- Motos: Todos los pilotos hablaron de la gran dificultad de las dunas y el polvo, que generaron un caos de navegación entre los competidores. La etapa la ganó el francés Adrien van Beveren, quien así pasó a liderar la general, sorprendiendo al terciar con su Yamaha en el duelo KTM-Honda, mientras que el hasta entonces líder, el último campeón Sam Sunderland (KTM) sufrió una lesión lumbar y tuvo que abandonar.[23] Detrás se ubicaron cerca el chileno Pablo Quintanilla (+01:55), que pasó al segundo lugar, dejando tercero al argentino Kevin Benavídes (+03:15). Matthias Walkner (+05:23) y Xavier de Soultrait (+07:34) avanzaron para colocarse cuarto y quinto. A continuación se mantienen expectantes Toby Price (+10:14), el chileno José Ignacio Cornejo Florimo (+12:06), el argentino Franco Caimi (+12:48), el catalán Gerard Farrés y Güell (+13:05) y el francés Antoine Meo (+13:47).
- Quads: La etapa la ganó el ruso Serguéi Kariakin, pero el resultado no modificó la situación en la punta de la general que sigue liderando con comodidad el chileno Ignacio Casale, a más de 25 minutos del ruso. El peruano Alexis Hernández (+35:01) pasó al tercer lugar, quedando cuarto el argentino Pablo Copetti (+40:00), seguido de otros dos argentinos, Gustavo Gallego (+44:16) y Jeremías González Ferioli (+53:53). Expectantes completaban los diez primeros el polaco Rafal Sonik (+01:01:09), el argentino Nicolás Cavigliasso (+01:10:49) y los franceses Axel Dutrie (+01:25:23) y Simon Vitse (+01:34:22).
- Camiones: La etapa la ganó el ruso  Eduard Nikoláiev con Kamaz, estableciendo una gran ventaja en la general sobre el argentino Federico Villagra (+36:55) con Iveco. Mucho más lejos, a más de dos horas, quedaron el resto de los competidores.
- SXS: La etapa la ganó el francés Patrice Garrouste, quién así tomó la delantera en la general con una ventaja de casi dos horas sobre sus escoltas, el peruano Juan Carlos Uribe Ramos (+01:43:53) y el brasileño Reinaldo Varela (+01:56:22), en gran recuperación. El cuarto lugar quedó el peruano Aníbal Aliaga (+02:50:48), el quinto lugar el francés Claude Fournier (+03:16:08) y el sexto José Luis Pena Ocampo (+04:34:53). Todos los demás competidores estaban a más de once horas del líder.

Entre las incidencias de la etapa se registró el abandono del último vencedor Sam Sunderland, por una lesión lumbar. También se anunció el abandono del múltiple vencedor Cyril Despres, luego de que su Peugeot quedara destrozado al golpear contra una piedra en una duna, pero el francés finalmente continuó en carrera.
En esta etapa abandonaron 10 vehículos (6 motos, 3 autos y 1 quad), totalizando un acumulado para la competencia hasta ese momento, de 56 vehículos fuera de carrera.

### Etapa 5

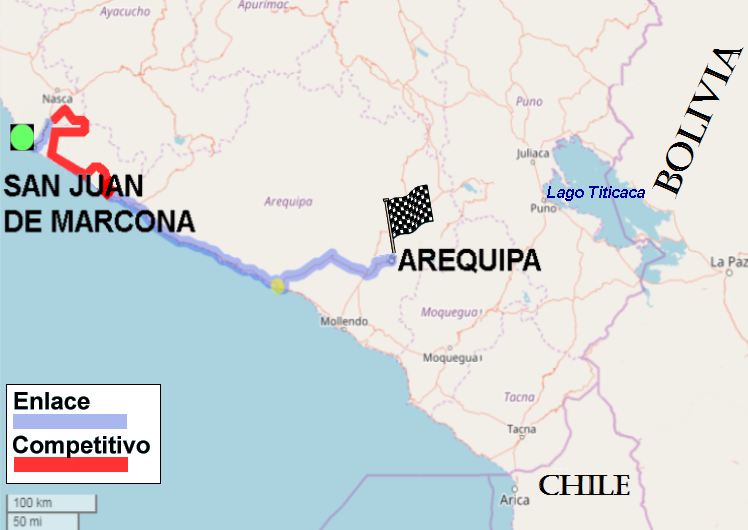
Mapa de la etapa 5.

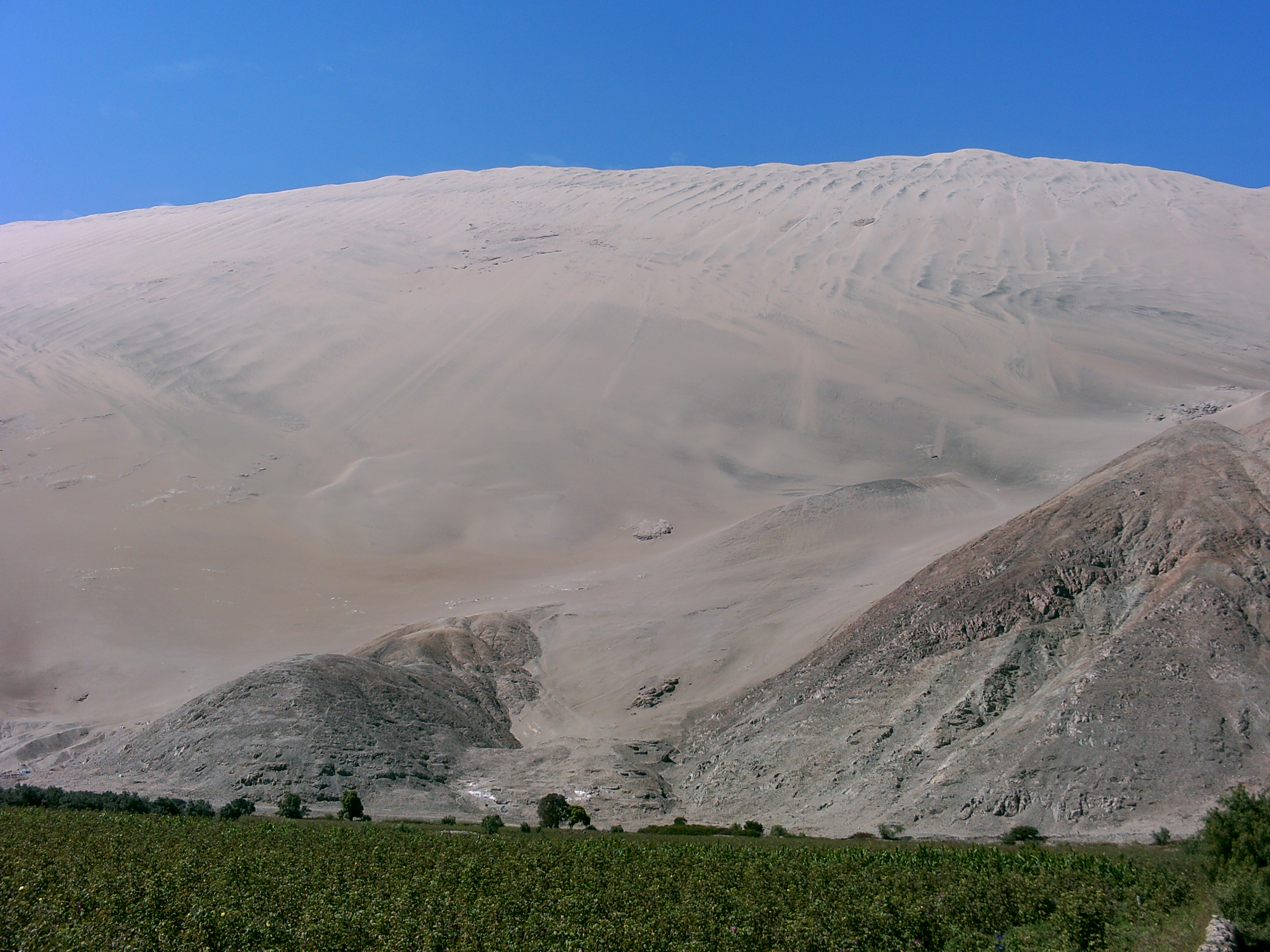
La gigantesca duna Toro Mata (2068 m) en Arequipa.

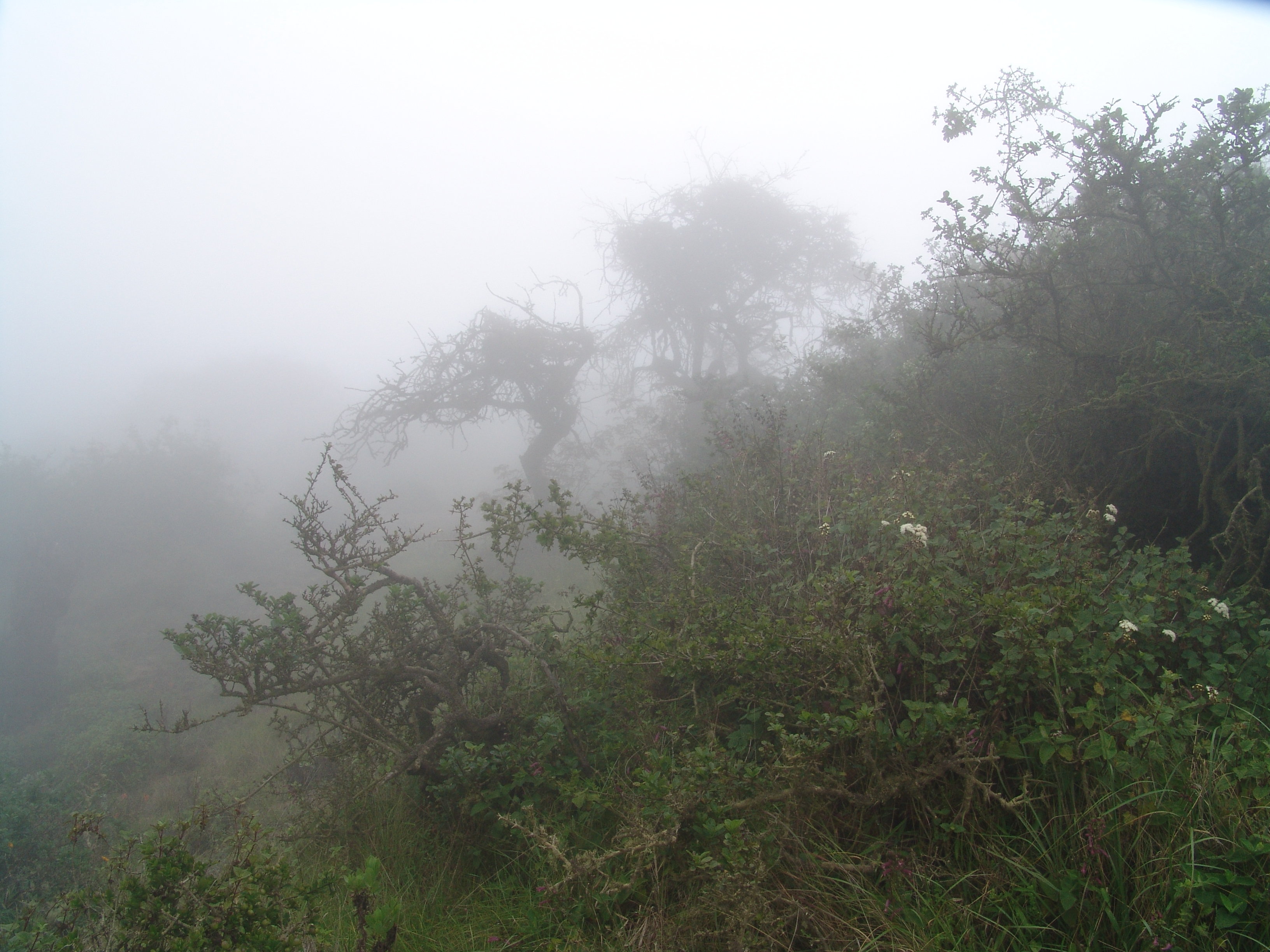
Las nublosas de las Lomas de Atiquipa fue el lugar de llegada antes de arribar a la ciudad de Arequipa.

La quinta etapa se corrió el miércoles 10 de enero, saliendo de San Juan de Marcona y finalizando en Arequipa (2335 m s. n. m.). La caravana abandonó definitivamente la costa del océano Pacífico para comenzar a subir hacia la cordillera de los Andes y el Altiplano andino.
La etapa tuvo un tramo competitivo de 266 km y dos tramos de enlace que suman 508 km. La largada del tramo competitivo fue ubicada en la salida de San Juan de Marcona, sobre la Carretera Panamericana y recorrió la misma área que el día anterior. El 84% de la ruta fue sobre arena y el resto sobre tierra, con mucho polvo. Los vehículos primero se internaron hacia el este unos 50 kilómetros. En la ruta de vuelta subieron hasta 1750 m s. n. m., previo a tocar la costa, en una zona de dunas muy altas, como la duna Toro Mata de 2068 m s. n. m. Siguieron por la playa hasta enfrentar el último punto del tramo competitivo, las dunas de Tanaka, temibles por su arena "fofa", en estado fesh-fesh, similar al barro pero extremadamente volátil. Los residentes de la zona habían dado la nota durante el Rally Dakar de 2012, colocando un cartel escrito en inglés que decía "Dakar le tiene miedo a las Dunas de Tanaka" ("Dakar afraid of Tanaka Dunes"), en protesta por la decisión de los organizadores de suspender ese tramo.
Finalizado el tramo competitivo, al pie de las Lomas de Atiquipa, los corredores siguieron por enlace durante casi 500 km, hasta llegar a Arequipa, listos para subir al día siguiente al Altiplano.
Al finalizar la quinta etapa las posiciones eran:
- Coches: La etapa la ganó el multicampeón Stephane Peterhansel que se consolida como líder de la general, aunque el equipo Peugeot sufrió un nuevo golpe cuando el escolta Sebastien Loeb se incrustó en un médano que lo demoró más de tres horas, y luego abandonó el rally debido a las lesiones sufridas por su copiloto. Su lugar lo tomó el español Carlos Sainz (+31:16), también de Peugeot, pero a media hora del puntero. Detrás, pero mucho más lejos, se ubicaron los tres Toyotas del neerlandés Bernhard ten Brinke (+01:15:16), Nasser Al-Attiyah (+01:23:21) y Giniel de Villiers (+01:34:34). El latinoamericano mejor ubicado volvió a ser Orlando Terranova (+04:03:41), con MINI, en la posición 12.
- Motos: La etapa la ganó en gran forma el español Joan Barreda Bort, con una ventaja de más de 10 minutos sobre todo el resto, pero en la punta de la general sigue el francés Adrien van Beveren (Yamaha), ahora seguido de cerca por la Honda del argentino Kevin Benavídes (+01:00) y la KTM del austríaco Matthias Walkner (+01:14), quienes acortaron la ventaja. En un segundo pelotón, algo más alejados, se ubicaron Joan Barreda Bort (+07:33) y Xavier de Soultrait (+07:42). Expectantes siguen Toby Price (+10:39), Antoine Meo (+12:12) y Gerard Farrés y Güell (+15:24). El chileno Pablo Quintanilla (+16:12) que marchaba segundo, se retrasó mucho y quedó noveno.
- Quads: En una categoría dominada completamente por latinoamericanos, la etapa la ganó el argentino Nicolás Cavigliasso, seguido de cerca por el chileno Ignacio Casale, quien reguló su marcha y amplió aún más su cómoda ventaja como líder de la general, sobre el peruano Alexis Hernández (+40:13). A continuación quedaron ubicados cuatro argentinos: Pablo Copetti (+58:37), Cavigliasso (+01:09:26), Gustavo Gallego (+01:13:31) y Jeremías González Ferioli (+01:15:34).
- Camiones: Proeza del ruso del ruso Eduard Nikoláiev y el resto de la tripulación de su Kamaz, cuando luego de volcar en una duna y quedar al borde del abandono, lograron dar vuelta el camión, recuperar el tiempo perdido y ganar la etapa. Nikoláiev amplió todavía más su ya cómodo liderazgo en la general, a casi una hora del Iveco del argentino Federico Villagra (+58:05) y a más de dos horas del resto de los competidores.
- SXS: En una categoría muy cambiante, el brasileño Reinaldo Varela consolidó su gran recuperación de la etapa anterior, ganando la etapa y colocándose a la cabeza de la general, con el peruano José Carlos Uribe Ramos (+03:08) pisándole los talones. Los dos líderes pasaron el francés Patrice Garrouste (+01:26:42), quien quedó bastante retrasado en el tercer lugar. Un poco más atrás quedaron el peruano Aníbal Aliaga (+02:20:44), el francés Claude Fournier (+02:33:49) y el peruano José Luis Pena Campo (+03:16:26). Todos los demás competidores quedaron a más de 11 horas de la punta.

Entre las incidencias del día se conoció el abandono de Sebastien Loeb, el segundo de los cuatro pilotos oficiales de Peugeot que abandona en el rally, cancelando definitivamente la posibilidad de repetir el podio completo que la empresa francesa había logrado en la edición de 2017. También abandonó el checo Aleš Loprais, experimentado piloto oficial de Tatra, que corría su 12.º Dakar. El piloto polaco de quad Rafal Sonik, campeón en 2015, sufrió fractura de tibia y peroné y así y todo finalizó la etapa, aunque al día siguiente no pudo presentarse a la largada, abandonando.
En esta etapa abandonaron 7 vehículos (4 motos, 2 camiones y 1 auto), totalizando un acumulado para la competencia hasta ese momento, de 63 vehículos fuera de carrera, un 18% de los 341 que la iniciaron. Al salir de Arequipa para dirigirse hacia Bolivia se presentaron a la largada 114 de las 142 motos inscriptas, 64 de los 104 autos, 43 de los 50 quads, 32 de los 44 camiones y 10 de los 13 SxS. Los coches fueron los que más sufrieron las dunas peruanas, que eliminaron a uno de cada tres autos que largaron en Lima.

### Etapa 6

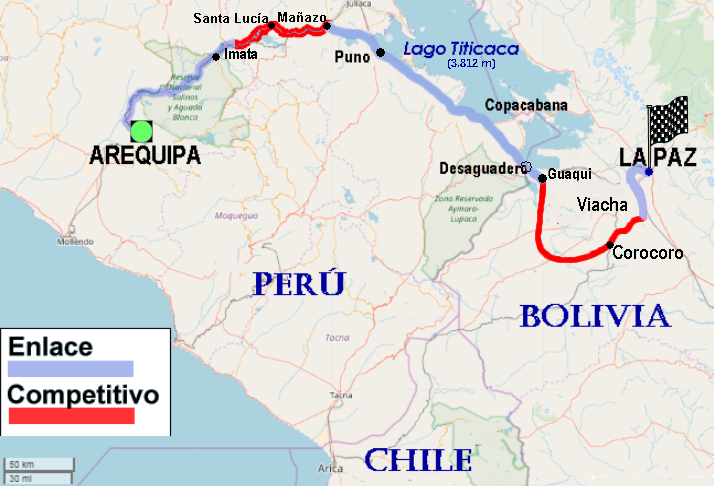
Mapa de la etapa 6.

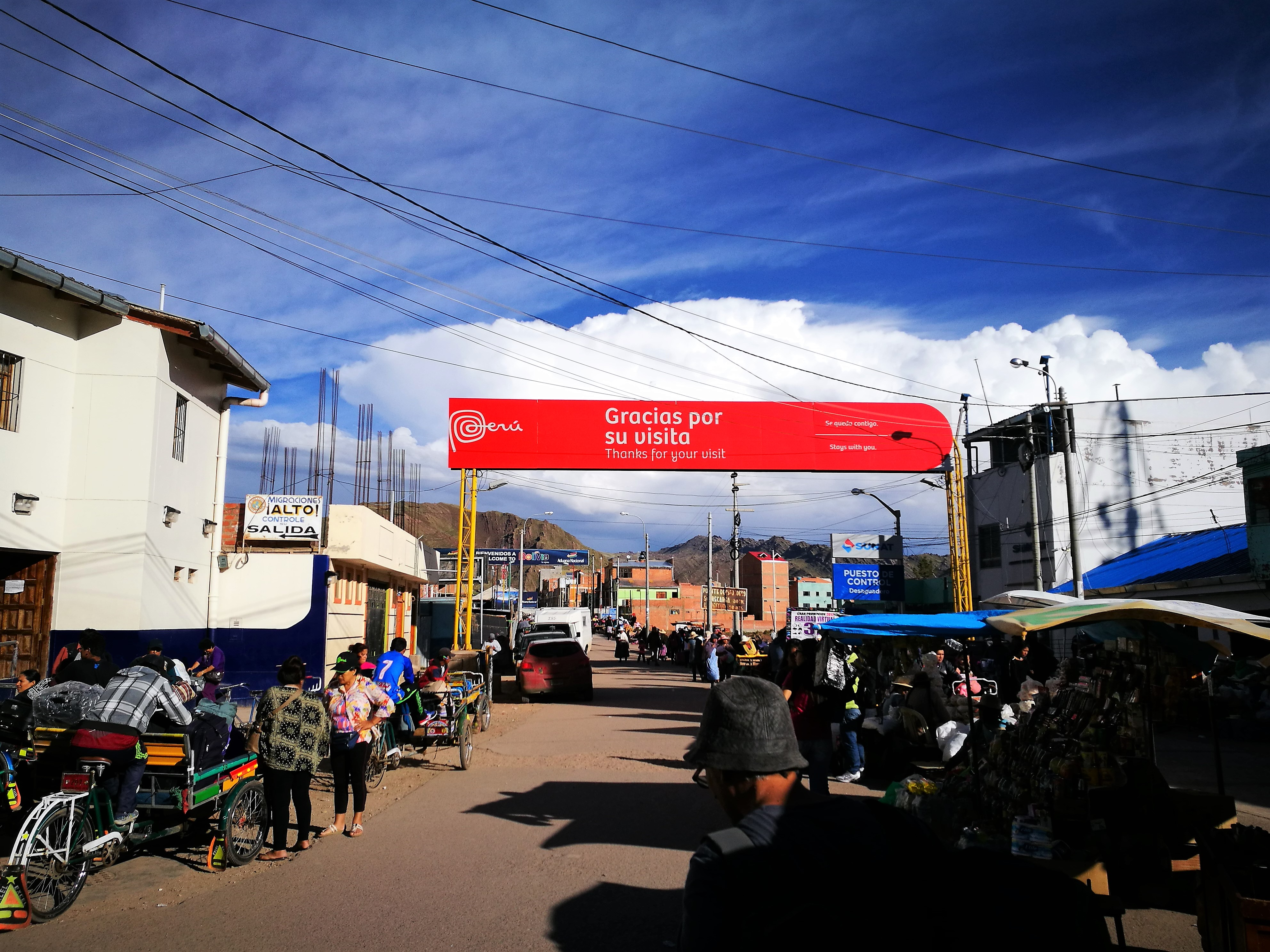
Frontera entre Perú y Bolivia en la ciudad binacional de Desaguadero, a orillas del Lago Titicaca (3812 m).

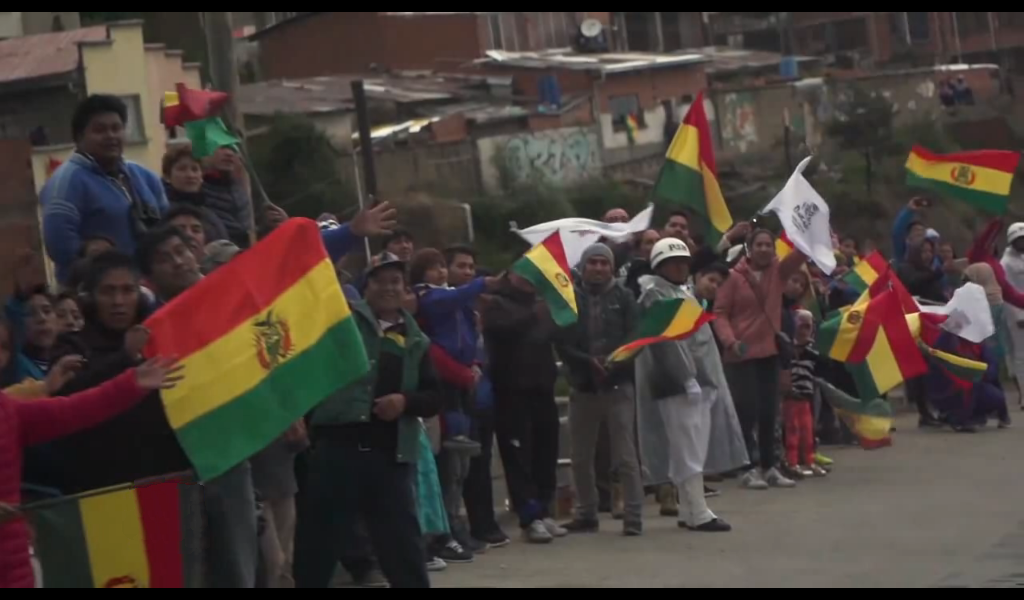
Llegada de la caravana a Bolivia.

La sexta etapa se corrió el jueves 11 de enero, saliendo de la ciudad peruana de Arequipa (2335 m s. n. m.) y finalizando en la ciudad boliviana de La Paz (3625 m s. n. m.). La caravana dejó definitivamente el desierto costero del Perú para subir la cordillera de los Andes, donde fueron trazadas las siguientes siete etapas, antes de terminar de cruzarla en la última etapa, ya en las pampas argentinas. El rally permanecerá varios días en el enorme Altiplano sudamericano, compartido por Perú, Bolivia, Argentina y Chile. El cambio climático y de las condiciones competitivas fue radical, debido a los efectos de la altura, el frío y la falta de oxígeno, responsables del trastorno conocido como soroche o apunamiento. 
La etapa tuvo dos tramos competitivos (especial) que suman 313 km y tres tramos de enlace al inicio, al medio y al final que suman 447 km. A primera hora los organizadores suspendieron el primero de los dos tramos competitivos para motos y quads, manteniéndolo para coches, camiones y SxS. Los corredores tomaron la Vía Arequipa-Puno, la segunda carretera más peligrosa del país. La largada del primer tramo competitivo (DSS 1) fue ubicada cerca de Imata (4500 m s. n. m.), a 130 km de Arequipa uno de los pueblos más fríos de Perú, con pronóstico para ese día de tiempo lluvioso, con una mínima de 2 °C y una máxima de 10 °C. Poco después de largar, los pilotos alcanzaron el punto más alto en el Abra Huaytire (4800 m s. n. m.) y luego atravesaron el punto más peligroso del trayecto, conocido como el mirador "Che Carlitos", entre Imata y el abra Crucero Alto (4250 m s. n. m.), donde la caravana se ubicó en el lado oriental de la Cordillera. Luego de dejar atrás a Santa Lucía (4025 m), el primer tramo competitivo finalizó en Mañazo (3926 m), ya en el Altiplano andino.
Desde allí los pilotos se dirigieron por enlace hacia Puno (3810 m) y bordearon el lago Titicaca (3812 m) hasta la ciudad peruano-boliviana de Desaguadero, donde ingresaron a Bolivia. Luego recorrieron 24 km hasta Guaqui (3811 m), donde se ubicó la largada del segundo tramo competitivo (DSS 2), en un marco de tiempo frío (máxima de 13 °C), con pronóstico lluvioso, al igual que los días siguientes.
El segundo tramo competitivo tomó dirección sur hacia el Lago Achiri (3876 m), donde giró hacia el noreste, ascendiendo hasta 4400 metros de altura y pasando por Coro Coro (4020 m), antes de enfilar hacia El Alto (4070 m) y La Paz (3620 m), donde los corredores fueron oficialmente recibidos en el estadio Hernando Siles, antes de establecerse en el campamento en el que se dispusieron a aprovechar el día siguiente sin competencia.
Al finalizar la sexta etapa las posiciones eran:
- Coches: La clasificación general se mantuvo sin grandes cambios. La etapa la ganó el español Carlos Sainz, manteniendo el segundo lugar en la general, a 27 minutos y 10 segundos de su compañero del equipo Peugeot Stephane Peterhansel, quién administró la gran ventaja que sacó sobre sus seguidores. Detrás lejos siguieron los tres Toyotas del neerlandés Bernhard ten Brinke (+01:20:41), Nasser Al-Attiyah (+01:24:20) y Giniel de Villiers (+01:35:59). Todos los demás corredores quedaron a más de dos horas.
- Motos: En la categoría más disputada de las cinco, la etapa la ganó el francés Antoine Meo y la general pasó a ser liderada por el argentino Kevin Benavídes con Honda, quien dejó en segundo lugar a la Yamaha del francés Adrien van Beveren (+01:57), quedando en tercer lugar la KTM del austríaco Matthias Walkner (+03:50). Detrás del trío puntero, quedó un poco más alejado un segundo pelotón expectante en el que marchan el español Joan Barreda Bort (+09:33), el inglés Toby Price (+09:39), y los franceses Antoine Meo (+10:42) y Xavier de Soultrait (+11:24). La española Laia Sanz marcha en la posición 12 y el español Oriol Mena es el "rookie" (novato) mejor ubicado en la posición 22.ª
- Quads: La clasificación general se mantuvo sin grandes cambios. La etapa la ganó el argentino Jeremías González Ferioli, pero la general sigue siendo liderada con comodidad por el chileno Ignacio Casale, quien aumentó levemente la gran ventaja que le lleva a su perseguidor más inmediato, el peruano Alexis Hernández (+41:30). A considerable distancia continuó el pelotón argentino, con pequeños cambios internos, luchando por un lugar en el podio: Pablo Copetti (+57:16), Jeremías González Ferioli (+01:12:23), Gustavo Gallego (+01:16:45) y Nicolás Cavigliasso (+01:17:18), este último el "rookie" (novato) mejor ubicado.
- Camiones: Sin cambios de consideración, la etapa la ganó el argentino Federico Villagra con Iveco, quién acortó muy levemente a poco más de 52 minutos, la enorme ventaja que le lleva en la general el puntero Eduard Nikoláiev con Kamaz. El resto de los competidores sigue a más de dos horas, con el bielorruso Siarhei Viazovich (+02:24:42) en el tercer lugar y una diferencia de casi una hora sobre el cuarto.
- SXS: La etapa la ganó el francés Patrice Garrouste, pero la general siguió siendo liderada por el brasileño Reinaldo Varela, quien amplió considerablemente con su escolta, el peruano José Carlos Uribe Ramos (+32:07). Garrouste mantuvo el tercer lugar (+01:24:13), pero sin acercarse mucho a los punteros. Un poco más atrás quedaron el francés Claude Fournier (+03:22:21), y los peruanos Aníbal Aliaga (+03:32:09) y José Luis Pena Campo (+04:06:46). Los cuatro vehículos restantes quedaron a más de 18 horas de la punta.

En esta etapa abandonaron 8 vehículos (4 motos, 2 autos, 1 camión y 1 quad), totalizando un acumulado para la competencia hasta ese momento, de 70 vehículos fuera de carrera, un 20% de los 341 que la iniciaron.

### Etapa 7

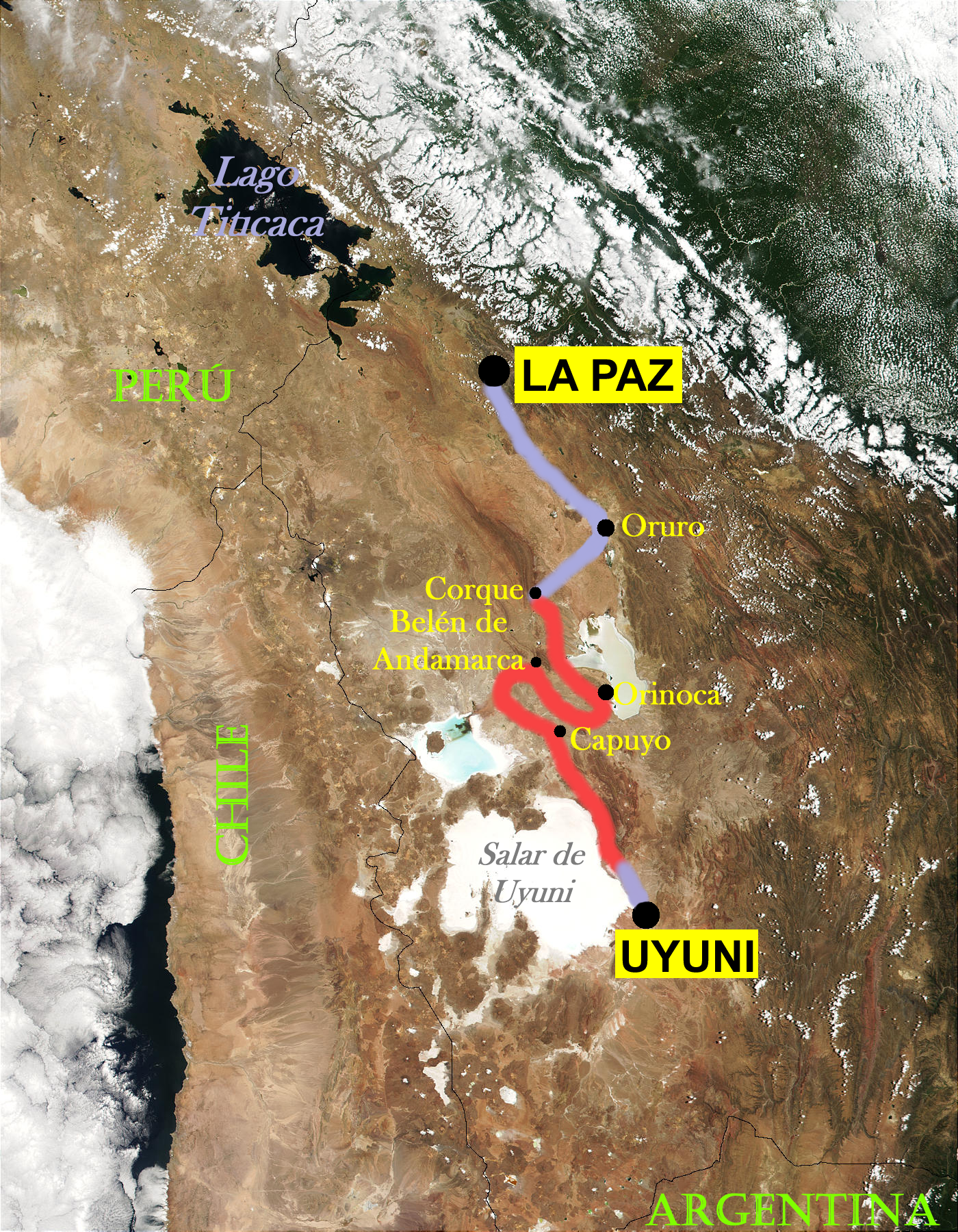
Mapa de la etapa 7 hecha sobre una foto satelital del Altiplano andino.

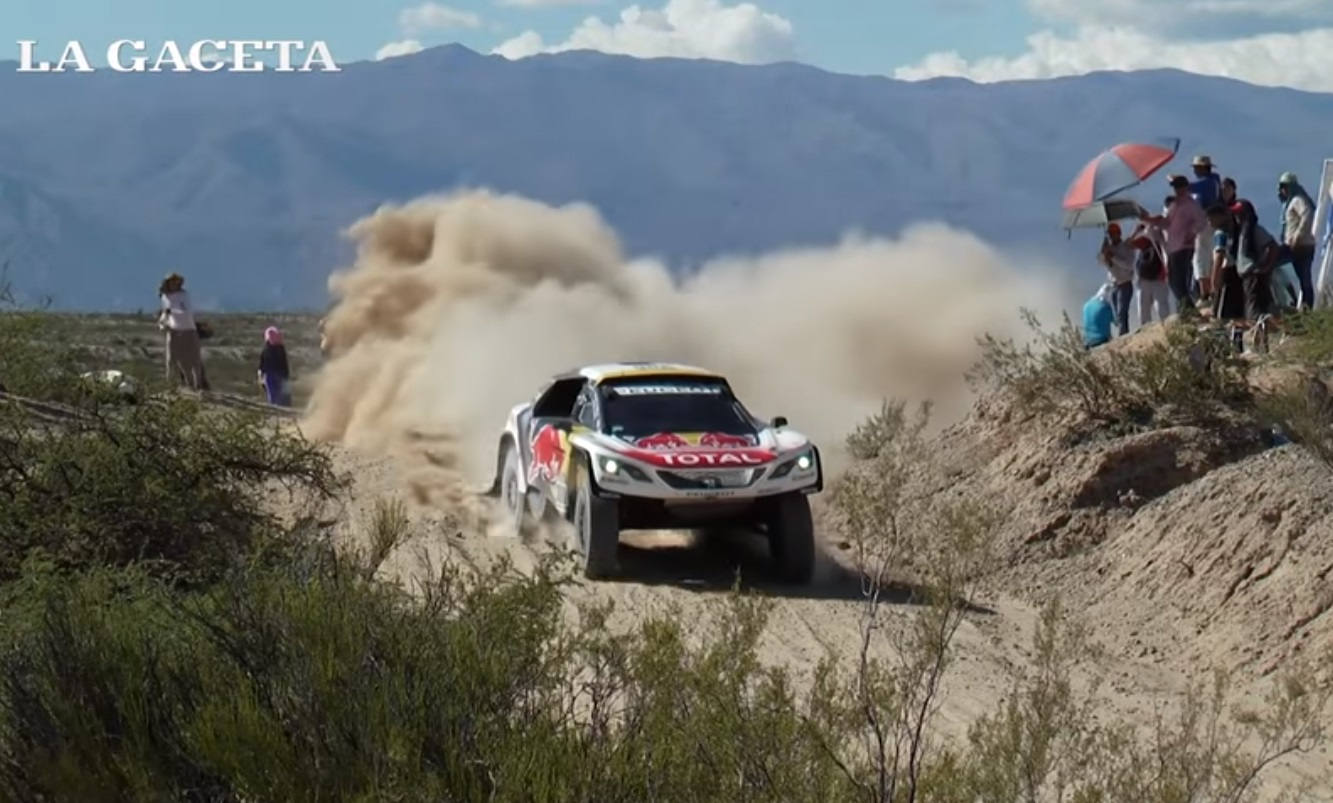
El español Carlos Sainz (Peugeot) se pone primero con más de una hora de ventaja sobre el segundo (foto del Dakar 2017).

Luego de un día de descanso en La Paz, la séptima etapa se corrió el sábado 13 de enero, saliendo de La Paz (3625 m s. n. m.) y llegando a Uyuni (3663 m). La caravana ya se había estaba en el enorme Altiplano sudamericano, tratando de adaptarse al cambio climático y los efectos de la altura, el frío, la falta de oxígeno, el terrible soroche o apunamiento y las habituales lluvias torrenciales de verano.
La jornada se presentó lluviosa en la mayor parte del recorrido, con una temperatura mínima de 7 °C a la madrugada y una máxima de 17 °C al promediar la tarde. La etapa tuvo un tramo competitivo de 425 km y dos tramos de enlace al inicio y al final que suman 302 km. Los corredores salieron de La Paz por la Autovía 1 hasta Oruro (3735 m) y allí tomaron la Ruta 12 hasta Corque (3776 m), cerca de donde se realizó la largada del tramo competitivo, que se desplegó en una amplia planicie desértica, a una altitud promedio de 3700 m s. n. m., limitada por el exlago Poopó al este y los salares de Copasa y Uyuni al oeste. La primera parte del tramo especial tomó dirección sur bordeando la orilla occidental del recientemente desecado lago Poopó, pasando por la localidad de Orinoca (3790 m), antes de girar 180° y dirigirse hacia Belén de Andamarca (3750 m). Esta sección había formado parte de la etapa cancelada por las lluvias en la edición de 2017. Allí el circuito volvió a girar 180° en dirección sur, pasando el caserío de Capuyo para bordear luego el límite oriental del ya clásico dakariano Salar de Uyuni, hasta ingresar a la ciudad de Uyuni (3660 m), donde unos pocos kilómetros antes había finalizado el tramo cronometrado.
La séptima etapa fue establecida como una "etapa maratón", es decir que al finalizar la misma los pilotos no pudieron recibir asistencia, ni recurrir a sus mecánicos, y solo excepcionalmente pudieron utilizar repuestos, debiendo arreglarse solos hasta la largada del día siguiente. 
Al finalizar la séptima etapa las posiciones eran:
- Coches: La sorpresa del día fue la queda del Peugeot de Stephane Peterhansel durante dos horas, que le hizo perder la cómoda punta en la general que traía y lo relegó al tercer lugar, para trenzarse en una lucha cuerpo a cuerpo con el pelotón de los tres Toyotas, que buscan un lugar en el podio. Pese a ello, Peugeot mantuvo el liderazgo de la competencia, con el español Carlos Sainz, que ganó la etapa y estableció una ventaja de más de una hora sobre el Toyota de Nasser Al-Attiyah (+01:11:29). Un poco más atrás vienen pegados Peterhansel (+01:20:46) y Giniel de Villiers (+01:20:54) y apenas cinco minutos detrás los sigue el neerlandés Bernhard ten Brinke (+01:25:04). Todos los demás corredores quedaron a más de dos horas. El latinoamericano mejor colocado fue Lucio Álvarez en décimo lugar.
- Motos: La etapa la ganó en gran actuación el español Joan Barreda Bort, seguido a dos minutos por el francés Adrien van Beveren, sacándole más de ocho minutos al resto. Con ese resultado van Beveren volvió a la punta de la general, metiendo a Yamaha a terciar en el duelo KTM-Honda, algo que no había sido previsto en los análisis previos. El argentino Kevin Benavídes (+03:14) con Honda perdió la punta y quedó en segundo lugar, mientras que Barreda (+04:45), también con Honda, quedó tercero cerca en gran remontada. Más lejos quedaron las KTM del austríaco Matthias Walkner (+08:18), en cuarto lugar, y de Toby Price (+13:34), en quinto lugar. Expectantes pero perdiendo tiempo, a continuación se ubicaron Xavier de Soultrait (+16:39), Antoine Meo (+18:40) y el chileno Pablo Quintanilla (+20:47).
- Quads: La clasificación general volvió a mantenerse sin grandes cambios. La etapa la ganó esta vez el francés Axel Dutrie, pero la general sigue siendo administrada con comodidad por el líder Ignacio Casale, quien estiró en veinte minutos más la gran ventaja que le lleva a su perseguidor más inmediato, el peruano Alexis Hernández (+01:01:09). El pelotón argentino que venía detrás perdió a Pablo Copetti -que abandonó- y Gustavo Gallego -que se retrasó hasta la 21.º posición-, luchando por el tercer puesto Jeremías González Ferioli (+01:28:30) y Nicolás Cavigliasso (+01:32:20). Todos los demás competidores quedaron a más de dos horas, cincuenta minutos.
- Camiones: Sin cambios en la general. La etapa la ganó el neerlandés Ton van Genugten, con el ruso Eduard Nikoláiev y el argentino Federico Villagra (49:47), administrando las amplias ventajas obtenidas como primero y segundo de la general. Tercero lejos sigue el bielorruso Siarhei Viazovich (+02:49:08), a quien se le acercó el checo Martin Macik (+03:15:35). Todos los demás equipos marchaban a más de cuatro horas del puntero.
- SXS: La etapa la ganó el brasileño Reinaldo Varela, quien amplió a más de una hora la ventaja que le lleva al peruano José Carlos Uribe Ramos (+01:15:36). El francés Patrice Garrouste se mantuvo en el tercer lugar (+01:43:45), ahora un poco más cerca del segundo. Los demás competidores quedaron a más de cinco horas.

Las principales incidencias del día fueron la queda de Stephane Peterhansel, cuando marchaba como líder cómodo en la categoría coches, el abandono de Pablo Copetti en quads, tercero en la edición 2017, que marchaba en la misma posición.
En esta etapa abandonaron 19 vehículos (9 motos, 6 autos, 3 quads y 1 SxS), totalizando un acumulado para la competencia hasta ese momento, de 89 vehículos fuera de carrera, un 26% de los 341 que la iniciaron.

### Etapa 8

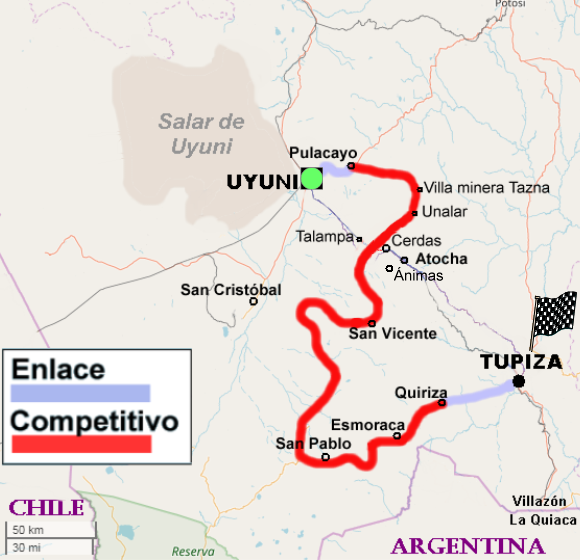
Mapa de la etapa 8.

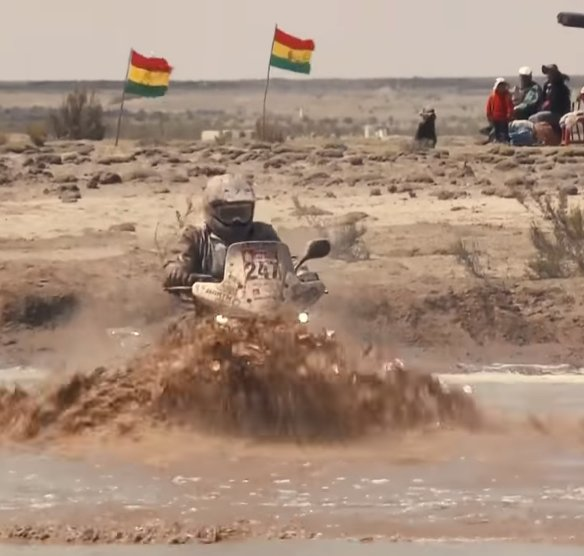
El piloto checo Jósef Machácek cruza el vado de un río con su quad en la etapa 8.

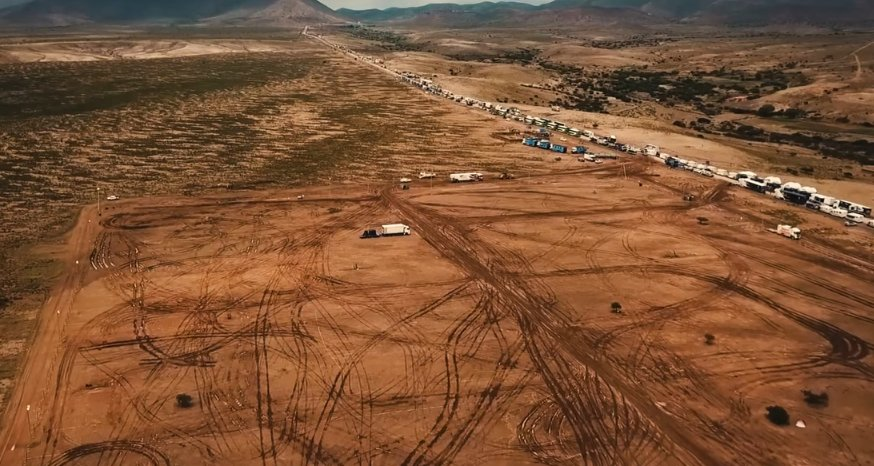
El bivac (campamento) del Dakar en Tupiza se inundó y todos los vehículos y equipos de la caravana tuvieron que ser ubicados sobre la ruta.

La octava etapa se corrió el domingo 14 de enero, saliendo de Uyuni (3663 m s. n. m.) y llegando a Tupiza (2850 m). La caravana siguió en el Altiplano, sufriendo los efectos de la altura, el frío, la lluvia, la falta de oxígeno y el soroche, en una región caracterizada por los establecimientos mineros, los valles, los cañones y los cauces irregulares de los ríos que nacen en las alturas cordilleranas. 
La etapa tuvo un tramo competitivo de 498 km -el más largo de toda la competencia- y dos breves tramos de enlace al inicio y al final que sumaron 87 km. Los corredores salieron de Uyuni hacia el noreste por la Ruta 5 hasta Pulacayo, pueblo casi abandonado que fuera a principios del siglo XX una de las ciudades mineras más importantes del mundo, con el auge de la plata, donde se construyó el primer ferrocarril de Bolivia, para conectar la ciudad con el puerto de Antofagasta. Allí se estableció la largada del tramo competitivo (especial).
Los corredores largaron en dirección sudeste, ingresando a la cordillera de Chichas, característica por su color rojizo-granado. Circulando por los cañadones, rodearon el cerro Tazna (5805 m) y se dirigieron hacia el oeste, para llegar a la Ruta 21 (Uyuni-Tupiza) por el punto donde se encuentra el caserío de Cerdas, 25 km al norte de Atocha. Luego de cruzar la Ruta 21, el circuito giró hacia el sur, en dirección al caserío de San Vicente (4502 m) -donde se cree que cayeron Butch Cassidy y Sundance Kid-, en la cordillera de Chocaya. Allí el circuito volvió a girar hacia el noroeste, en dirección a San Cristóbal, hasta llegar a una amplia área arenosa, donde giró una vez más hacia el sur, en dirección a San Pablo de Lípez (4291 m s. n. m.). Desde allí la ruta trazada se dirige hacia la frontera argentina, en el área de la Quebrada del Río San Juan del Oro, cerca de Esmoraca (3501 m), donde los corredores ascendieron hasta una altura de 4800 metros. La llegada del tramo competitivo fue ubicada en las cercanías de Quiriza (3100 m), a pocos kilómetros de Tupiza, adonde la caravana ingresó por el suroeste, zona en la que se encuentran las famosas formaciones rocosas de Tupiza, como el Cañón del Duende, el Cañón del Inca y la Puerta del Diablo.
Al finalizar la octava etapa las posiciones eran:
- Coches: La etapa la ganó Stephane Peterhansel (Peugeot) que, aunque lejos de la punta, lucha con los Toyota por estar presente en el podio final. La general sigue siendo liderada con comodidad por el Peugeot del español Carlos Sainz, a más de una hora del resto. Detrás viene un pelotón de tres Toyotas y un Peugeot que luchan por el segundo y tercer escalón del podio: Nasser Al-Attiyah (+01:06:37), Peterhansel (+01:13:42), el neerlandés Bernhard ten Brinke (+01:23:00) -que logró pasar al cuarto lugar- y Giniel de Villiers (+01:37:09), que se retrasó y quedó quinto. Todos los demás corredores quedaron a más de tres horas. El latinoamericano mejor colocado ubicado en la general fue Nicolás Fuchs, en décimo lugar.
- Motos: La competencia entre las motos sigue estando muy disputada. La etapa la ganó el francés Antoine Meo con KTM, con una destacada actuación de Laia Sanz que llegó novena. La general sigue siendo disputada cabeza a cabeza por la Yamaha del francés Adrien van Beveren y la Honda del argentino Kevin Benavídes (+00:22). Detrás, algo más lejos, viene un segundo pelotón de cuatro motos que encabeza las KTM del austríaco Matthias Walkner (+06:34) y Toby Price (+07:35), la Honda del español Joan Barreda Bort (+08:01) y Antoine Meo (+09:56). Los demás corredores quedaron a más de media hora de la punta.
- Quads: Los punteros siguen administrando las ventajas obtenidas. La etapa la ganó el francés Simon Vitse, pero la general sigue siendo liderada con comodidad por el chileno Ignacio Casale, quien aumentó aún más su ventaja debido a que se retrasó su perseguidor más inmediato, el peruano Alexis Hernández, quién quedó sexto a más de tres horas de la punta. Al segundo y tercer lugar pasaron entonces los argentinos Jeremías González Ferioli (+01:45:20) y Nicolás Cavigliasso (+01:49:19), en notable actuación en su condición de rookie (novato). Todos los demás competidores quedaron a casi tres horas o más, con los franceses Axel Dutrie y Simon Vitse a la expectativa en el cuarto y quinto lugar.
- Camiones: Cada uno haciendo su negocio. La etapa la ganó el ruso Dimitri Sotnikov, pero la general sigue igual, con el Kamaz ruso de Eduard Nikoláiev cómodo en la punta y el Iveco del argentino Federico Villagra (+46:25), cuidando el segundo lugar. El tercer lugar cambió de mano por el retraso del bielorruso Siarhei Viazovich, tomando esa posición el checo Martin Macik (+03:29:25), con un camión MAZ. Todos los demás equipos marchaban a más de cuatro horas del puntero.
- SXS: Sin cambios en la general, la etapa volvió a ganarla el brasileño Reinaldo Varela, quien amplió un poco más su ventaja sobre el peruano José Carlos Uribe Ramos (+01:34:31). El francés Patrice Garrouste mantuvo el tercer lugar (+02:32:27), pero perdiendo el acercamiento que había logrado al segundo en la etapa anterior. Los demás competidores quedaron a más de siete horas.

La principal incidencia del día fue la caída del piloto de moto francés Xavier de Soultrait sufriendo doble fractura del codo izquierdo y esguince de rodilla.
En esta etapa abandonaron 5 vehículos (3 motos y 2 quads), totalizando un acumulado para la competencia hasta ese momento, de 94 vehículos fuera de carrera, un 27% de los 341 que la iniciaron.

### Etapa 9

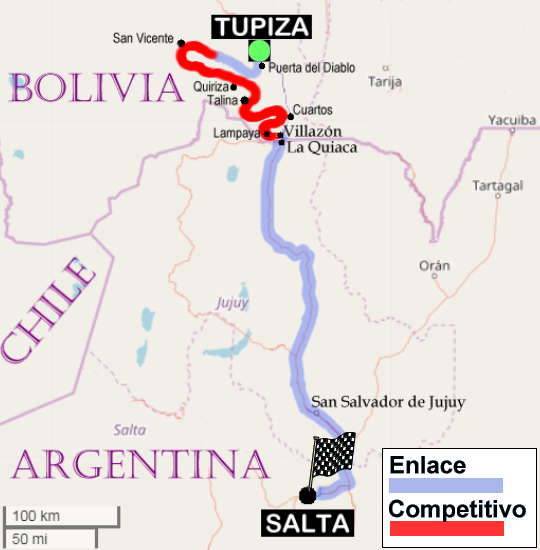
Mapa de la etapa 9. El tramo competitivo (rojo) fue cancelado.

La novena etapa fue programada para el lunes 15 de enero, saliendo de la ciudad boliviana de Tupiza (2850 m) y llegando a la ciudad argentina de Salta (1187 m s. n. m.). La caravana abandonará en esta etapa el Altiplano andino, el frío y las lluvias, pero continuará hasta la última etapa circulando por la cordillera de los Andes, a través de parajes desérticos, pero ahora muy calurosos, con temperaturas estimadas superiores a 40 °C.
La etapa había sido programada para ser corrida en un tramo competitivo especial (SS) de 242 km y dos tramos de enlace al inicio y final de 513 km. Pero las lluvias inundaron el campamento y tornaron muy riesgoso el circuito especial, razón por lo cual el día anterior la organización del Dakar decidió cancelar la sección competitiva.

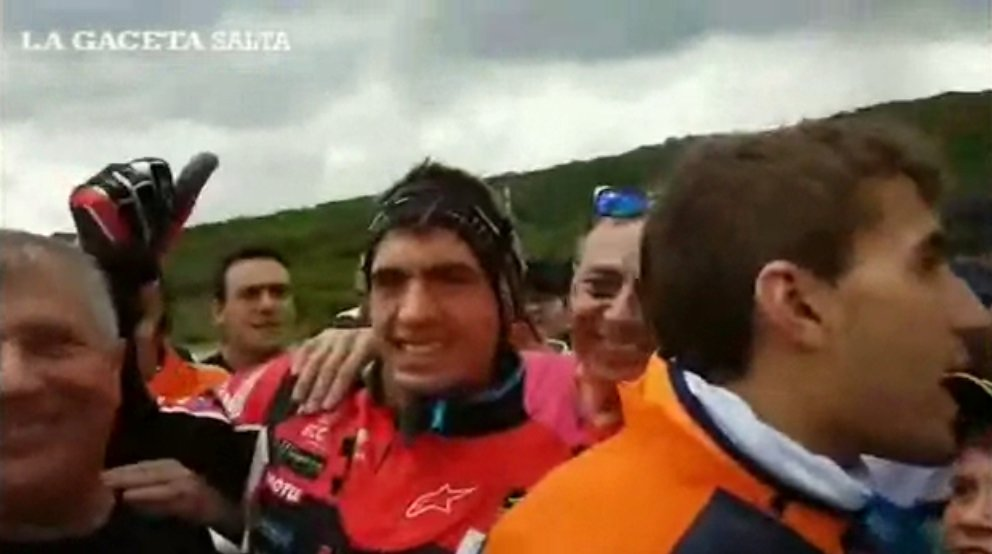
Los hermanos Kevin y Luciano Benavídes saludados por la población al llegar a Salta, su tierra natal.

El circuito especial suspendido había sido trazado por la misma región en la que el día anterior se había corrido la segunda parte del tramo especial. Los corredores debían salir de Tupiza hacia el sudoeste, por la misma zona formaciones rocosas por donde entraron (Cañón del Duende, el Cañón del Inca y la Puerta del Diablo). y girar, siempre por enlace, hacia el noroeste, en dirección a San Vicente (4.502 m). Pocos kilómetros al sudeste de San Vicente, cerca de la mina de Chilcobija, se iba a establecer la largada del tramo competitivo, por una extensa zona sin poblaciones. Pocos kilómetros después la ruta subía bruscamente a 4600 y 4800 metros de altura, girando 180° para volver por una ruta paralela e ir descendiendo por la región en la que se encuentran Quiriza (3100 m), Estarca (3202 m) y Talina (3090 m), donde se realizaría un giro de 90° hacia el sur, hasta tocar la frontera argentina. Un nuevo giro hubiera llevado a los competidores hasta cerca de la localidad de Cuartos, donde enfilarían definitivamente hacia Villazón (3447 m), entrando por Lampaya.
Suspendida la especial, la caravana partirá de Tupiza hacia el sur por la Ruta 14, hasta la frontera donde se encuentran las ciudades vecinas de Villazón en Bolivia y La Quiaca en Argentina, a 3477 metros de altura, en plena Puna. Ya en territorio argentino, tomarán la Ruta 9 y atravesarán la provincia de Jujuy, dejando atrás el Altiplano en Abra Pampa (3507 m). Bajarán por la Quebrada de Humahuaca, pasando por Humahuaca (3012 m) y Tilcara (2465 m) y Maimará (2390 m). Bordearán la ciudad de San Salvador de Jujuy (1259 m) y siempre por la Ruta 9 llegarán a la ciudad de Salta (1187 m), llamada "la Linda", capital de la provincia del mismo nombre, donde se establecerá el campamento.

### Etapa 10

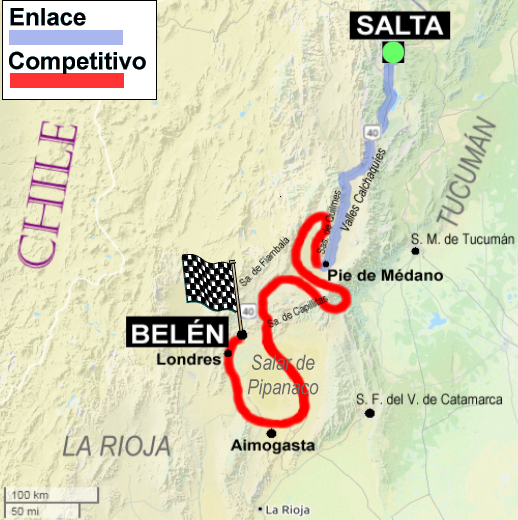
Mapa de la etapa 10.

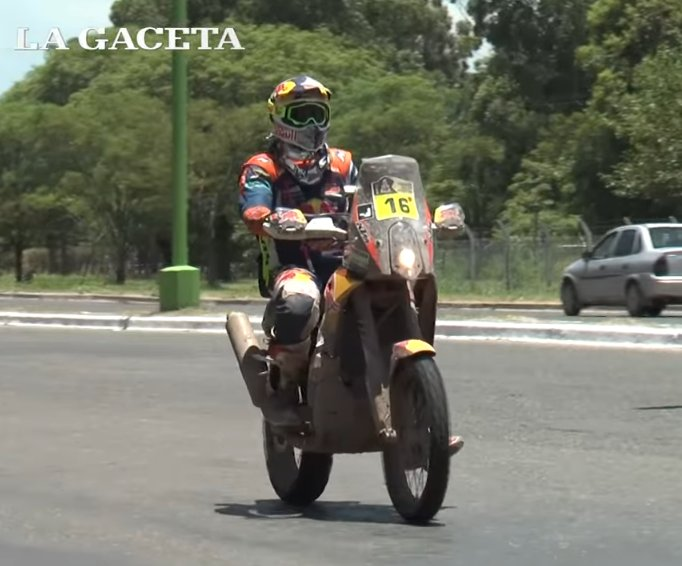
Matthias Walkner gana la etapa y saca más de 40 minutos de ventaja a todos los demás (foto del Dakar 2017).

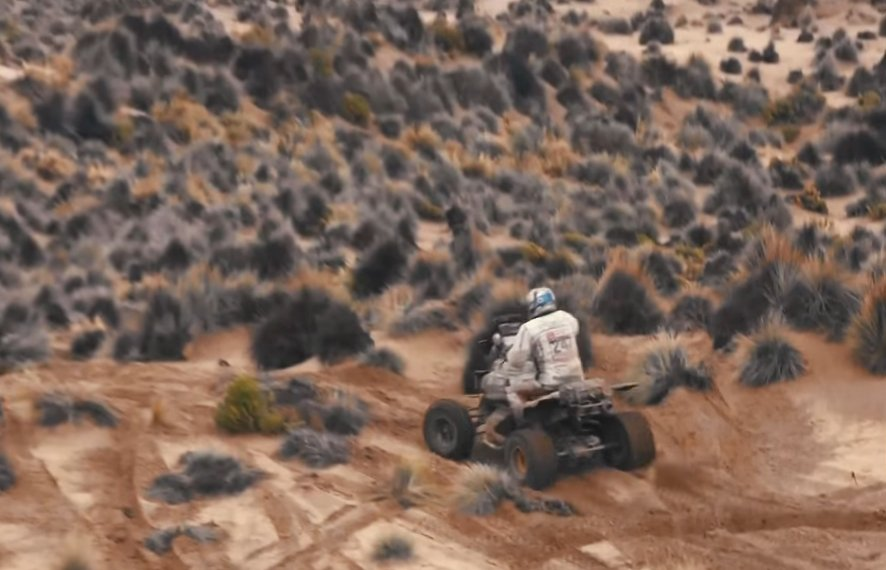
El piloto checo Josef Máchacek cumpliendo la etapa 10.

La décima etapa se corrió el martes 16 de enero, saliendo de la ciudad argentina de Salta (1187 m) y llegando a ciudad de Belén (1255 m). Los corredores y sus equipos dejaron atrás el frío del Altiplano y debieron enfrentar ahora desiertos muy calurosos y secos, con temperaturas superiores a 40 °C.
La etapa tuvo un tramo competitivo especial (SS) de 373 km y un tramo de enlace al inicio de 424 km. El enlace salió de Salta hacia el sur, por la Ruta 68, hasta confluir con la emblemática Ruta 40, que atraviesa el país siguiendo la Cordillera a lo largo de 5194 km. Poco después de ingresar a la provincia de Catamarca por los históricos Valles Calchaquíes, el tramo de enlace arribó a la pequeña localidad de Pie de Médano, donde se instaló la largada del tramo especial competitivo.
Los corredores largaron pocos kilómetros después de Pie de Médano, sobre la Ruta 40, e ingresaron a un valle longitudinal de arenales, encajonado entre las sierras de Quilmes al este y la sección norte de la sierra de Fiambalá al oeste. Luego de dar la vuelta al valle, los pilotos volvieron a cruzar la Ruta 40 hacia la sierra de Capillitas para retornar y cruzar por tercera vez la Ruta 40, esta vez hacia el gigantesco arenal del Salar de Pipanaco, conocido en la jerga del Dakar como el "infierno de Belén". Luego de dar la vuelta al salar en el sentido del reloj, ingresando unos kilómetros a la provincia de La Rioja, pasando cerca de Aimogasta, los corredores enfilaron hacia la llegada, viniendo desde el sur, pasando primero por Londres y pocos kilómetros después a Belén, donde se instalaró el campamento.
Al finalizar la décima etapa las posiciones eran:
- Coches: Los Peugeot retomaron la hegemonía. La etapa la ganó Stephane Peterhansel quien de este modo, se colocó segundo a 50 minutos de su compañero el español Carlos Sainz, que sigue liderando con comodidad la general. Nasser Al-Attiyah se retrasó al tercer lugar (+01:12:46), seguido de sus compañeros de Toyota, el neerlandés Bernhard ten Brinke (+01:22:15) y Giniel de Villiers (+01:22:48). Todos los demás corredores quedaron a más de dos horas y media. El latinoamericano mejor colocado ubicado en la general fue Orlando Terranova, en décimo lugar.
- Motos: Grandes cambios. En el tramo final de la etapa los dos líderes sufrieron serios percances. El líder Adrien van Beveren sufrió una caída que la causó fractura de clavícula,[43] mientras que Kevin Benavídes y otros siete pilotos se vieron perjudicados con casi una hora de retraso, en una situación confusa, que según la denuncia del piloto argentino se debió a un error en la hoja de ruta y un aviso de la organización a los pilotos que venían detrás para que no tomaran el mismo camino.[44] La etapa finalmente la ganó el austríaco Matthias Walkner el KTM, quien así pasó a liderar la general con una enorme ventaja sobre todos los demás competidores. En segundo y tercer lugar quedaron las Honda del español Joan Barreda Bort (+39:42) y el argentino Benavídes (+41:23), seguidos por el español Gerard Farrés (+47:46), el inglés Toby Price (+50:18) y el francés Antoine Meo (+01:03:35). El equipo Honda realizó una protesta formal atribuyendo el error de navegación de Kevin Benavídes a un error en la roadbook (hoja de ruta) que los organizadores entregan a cada competidor.[45]
- Quads: La etapa la ganó el chileno Ignacio Casale quien sigue dominando la general, con una gran ventaja sobre los argentinos Jeremías González Ferioli (+01:41:03) y Nicolás Cavigliasso (+01:42:56). Todos los demás competidores quedaron a más de tres horas. El francés Simon Vitse y el argentino Gustavo Gallego, debieron abandonar luego de sufrir serias lesiones.[46][47]
- Camiones: La etapa la ganó el neerlandés Ton van Genugten, pero la nota de dramatismo la puso el líder de la general, el bicampeón ruso Eduard Nikoláiev, al retrasarse 22 minutos y permitir que el argentino Federico Villagra le descontara la mitad de la ventaja, acercándose a 24 minutos. Tercero volvió a ubicarse el bielorruso Siarhei Viazovich (+03:48:30), con van Genugten (+04:08:54) cerca, buscando el último lugar del podio, amenazado un poco más allá por Airat Mardeev (+04:25:40). Todos los otros equipos quedaron a más de cinco horas.
- SXS: La etapa la ganó con una diferencia de más de una hora sobre el resto, el francés Patrice Garrouste, quien así volvió a ocupar el segundo puesto de la general, a 48 minutos del líder de la general el brasileño Reinaldo Varela, que se retrasó pero aún mantiene una considerable ventaja. Tercero quedó el peruano José Carlos Uribe Ramos (+59:46). Los demás competidores quedaron a más de siete horas.

Entre las principales incidencias del día se registraron la caída de Luciano Benavídes fracturándose una pierna, la caída y abandono de Adrien van Beveren cuando peleaba la punta, y los abandonos de Nicolás Fuchs y Gustavo Gallego. Honda protestó también por un supuesto error en el roadbook que habría causado el error de navegación de Kevin Benavídes.
En esta etapa abandonaron 9 vehículos (5 motos, 2 autos y 2 quads), totalizando un acumulado para la competencia hasta ese momento, de 103 vehículos fuera de carrera, un 30% de los 341 que la iniciaron.

### Etapa 11

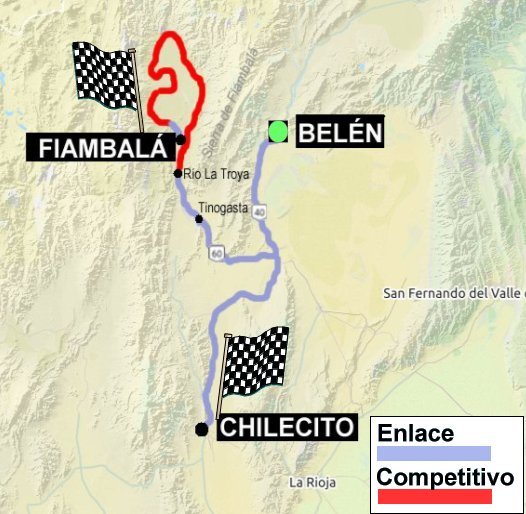
Mapa de la etapa 11.

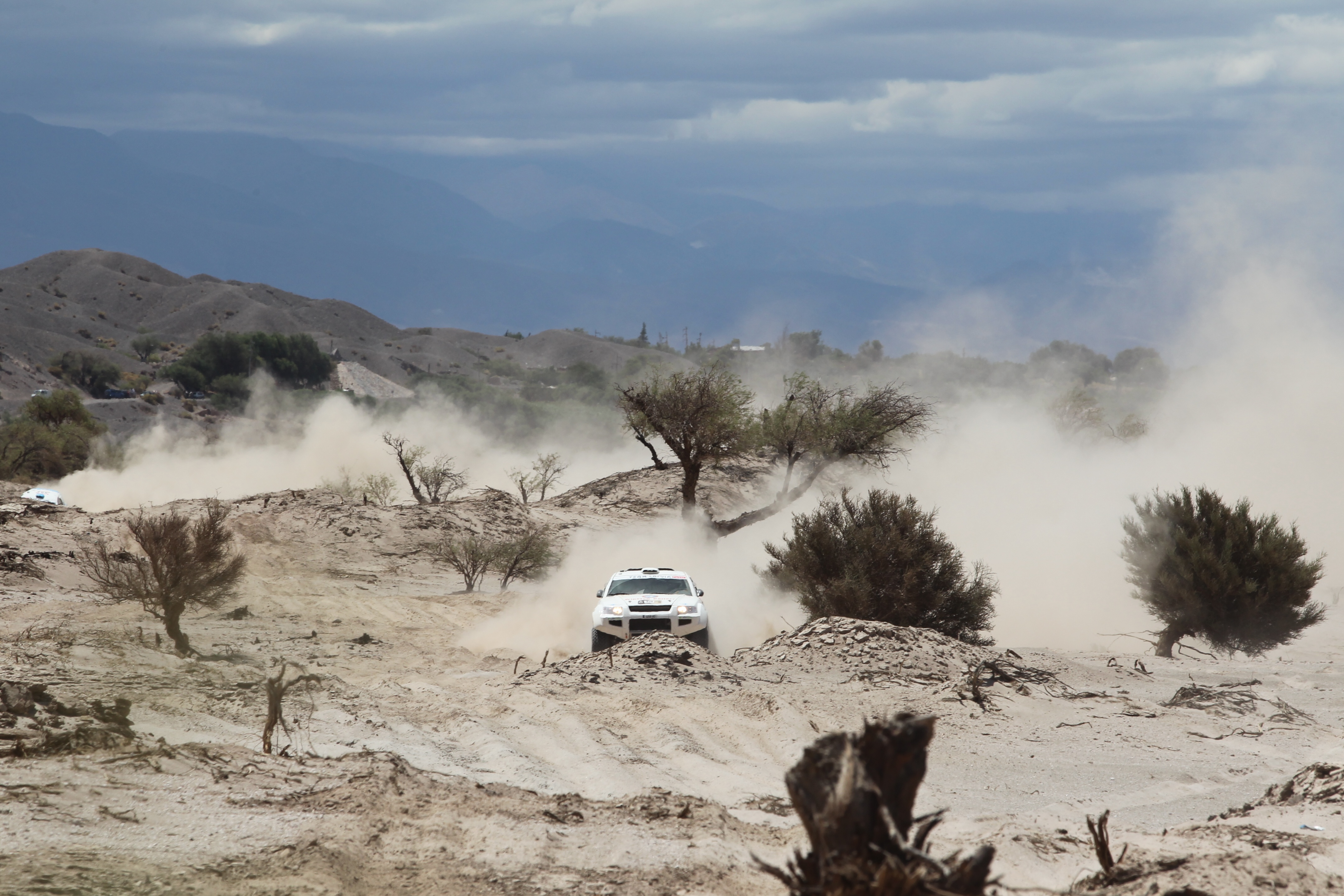
Arena fesh-fesh en las famosas dunas de Fiambalá, entre las que se encuentra la Duna Federico Kirbus (1200 m), una de las más altas del mundo. La foto corresponde al Dakar 2012.

La decimoprimera etapa, llamada por los organizadores "Súper Fiambalá", fue programada para el miércoles 17 de enero, saliendo de la Belén (1255 m) y llegando a Fiambalá en el caso de las motos y Chilecito en el caso de los autos, camiones y SxS. Para las motos y quads, la etapa será una "etapa maratón", es decir que los pilotos no podrán ser ayudados por los mecánicos esa noche. Tiene un tramo competitivo especial (SS) de 280 km y un tramo de enlace al inicio y al final de 205 km para las motos y 467 km para autos y camiones. La etapa se correrá en una zona aledaña a Belén, ubicada del otro lado de la Sierra de Fiambalá, famosa por sus enormes dunas, como la Duna Federico Kirbus (1200 m), una de las más altas del mundo y la arena "fesh-fesh". 
El enlace saldrá de Belén hacia el sur, por la Ruta 40, hasta confluir con la Ruta 60, por donde enfilarán en dirección noroeste hasta pocos kilómetros antes de Fiambalá, donde se establecerá la largada del tramo competitivo. La carrera se desarrollará dentro del Bolsón de Fiambalá, un valle arenoso extremadamente seco, que corre de norte a sur, siguiendo el eje del río Abaucán, que limita al este con la sierra de Fiambalá y al oeste con la cordillera frontal de los Andes, en el sector conocido como "los Seismiles", por la cantidad de picos que superan los 6000 metros de altura. El circuito está diseñado para dar la vuelta al Bolsón de Fiambalá, pasando por parajes y dunas como La Ramada, Medanitos, Tatón, Federico Kirbus y Palo Blanco. Terminada la vuelta, los corredores volverán a Fiambalá, donde pocos kilómetros antes se ubicará el puesto de llegada. Allí se quedarán las motos y quads, debiendo los camiones, coches y SxS, recorrer aún 190 kilómetros hasta llegar al campamento de Chilecito, en la provincia de La Rioja.
Al finalizar la decimoprimera etapa las posiciones eran:
- Coches: Sin mayores sorpresas. La etapa la ganó el neerlandés Bernhard ten Brinke, con Toyota, pero el español Carlos Sainz sigue administrando con precaución su enorme ventaja como líder de la general, a sólo tres etapas del final. Lo mismo hizo Stephane Peterhansel (+50:45), cuidando el segundo lugar también para Peugeot y preservando su apreciable ventaja sobre Nasser Al-Attiyah (+01:14:02). Con su victoria del día Bernhard ten Brinke (+01:17:35), se puso a menos de tres minutos de su compañero, amenazando su presencia en el podio. Un quinto lugar expectante sigue guardando el tercer integrante del pelotón Toyota, Giniel de Villiers (+01:30:05), aunque algo más alejado de la lucha por el tercer lugar. Todos los demás corredores quedaron a más de dos horas y media. El latinoamericano mejor colocado ubicado en la general fue Orlando Terranova, en octavo lugar, mejorando dos posiciones.

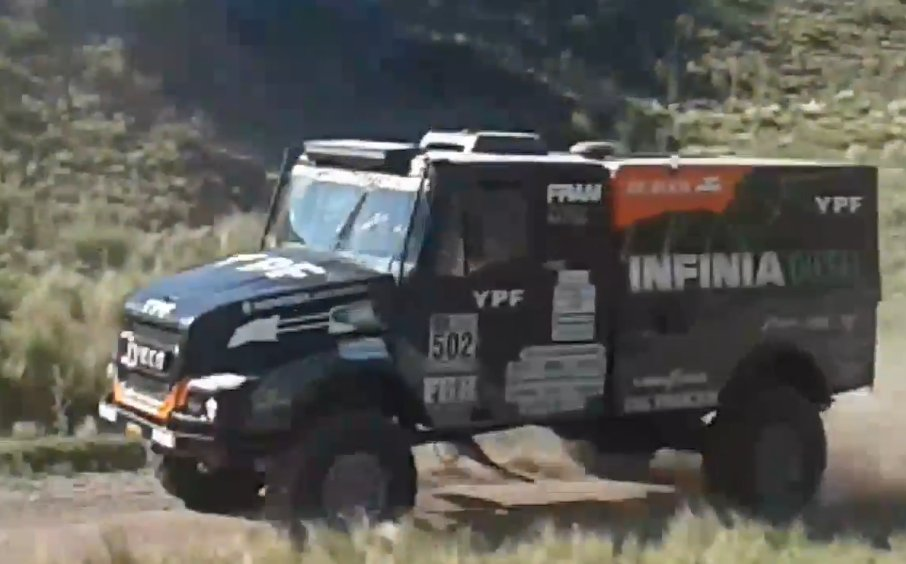
En las etapas 10 y 11 la tripulación argentina del Iveco comandado por Federico Villagra le descontó más de 40 minutos al bicampeón ruso Eduard Nikoláiev pasando a comandar la general.

- Motos: La competencia se vuelve apasionante, debido a la tensión entre la estrategia del líder Matthias Walkner (KTM) de conservar la gran ventaja de 40 minutos que obtuvo súbitamente en la etapa anterior, cuando los demás contrincantes se perdieron, y los riesgos que toman sus seguidores para descontar esa ventaja en solo cuatro etapas. Con ambas estrategias en pugna, la etapa la ganó el inglés Toby Price (KTM), seguido de cerca por el argentino Kevin Benavídes (Honda), a bastante distancia del resto. De este modo Benavídes (+32:00) volvió al segundo lugar de la general, descontándole ocho minutos a Walkner, mientras que Price se instaló cerca, en el tercer lugar (+39:17). Detrás quedaron el español Gerard Farrés (+49:17) y el francés Antoine Meo (+59:05). Por otra parte abandonó Joan Barreda Bort, que marchaba segundo.[48]
- Quads: El rookie argentino Nicolás Cavigliasso ganó por gran diferencia su tercera etapa, pero el chileno Ignacio Casale sigue administrando con comodidad su amplia ventaja en la general. Con su actuación, Cavigliasso (+01:34:13) desplazó del segundo lugar en la general a su compatriota Jeremías González Ferioli (+02:09:15), que quedó tercero a media hora. Todos los demás competidores quedaron a más de tres horas.
- Camiones: Cambio inesperado. La etapa fue ganada por el bielorruso Siarhei Viazovich, seguido de cerca por el argentino Federico Villagra aventajó por más de 40 minutos al hasta entonces líder de la general, el bicampeón ruso Eduard Nikoláiev. Con este resultado Villagra pasó a liderar la general, con una diferencia de 16:07 sobre Nikoláiev. Tercero a más de tres horas se mantuvo Viazovich (+03:22:22).
- SXS: Sin cambios. El francés Patrice Garrouste volvió a ganar la etapa pero sin modificar sustancialmente la situación general, en la que sigue primero el brasileño Reinaldo Varela, seguido de Garrouste (+44:33), siendo tercero el peruano José Carlos Uribe Ramos (+ 01:53:58). Los demás competidores quedaron a más de ocho horas.

Entre las principales incidencias del día se registró el abandono de Joan Barreda Bort, cuando era uno de los competidores que peleaban una ubicación en el podio final.
En esta etapa abandonaron 18 vehículos (6 motos, 5 autos, 4 camiones, 2 quads y 1 SxS), totalizando un acumulado para la competencia hasta ese momento de 121 vehículos fuera de carrera, un 35% de los 341 que la iniciaron.

### Etapa 12

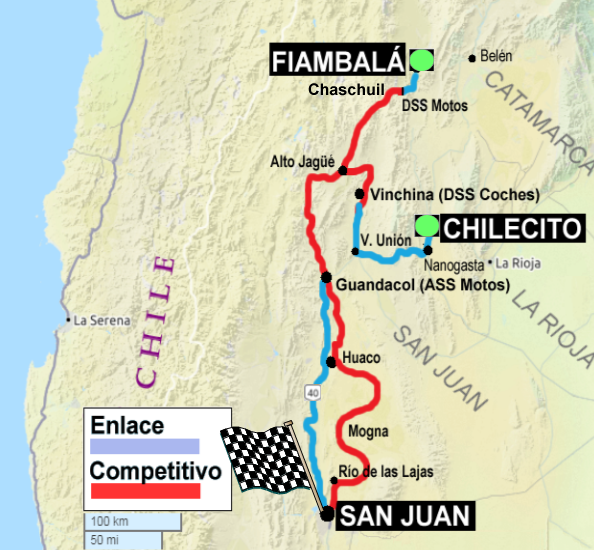
Mapa de la etapa 12. El tramo especial para motos y quads fue cancelado.

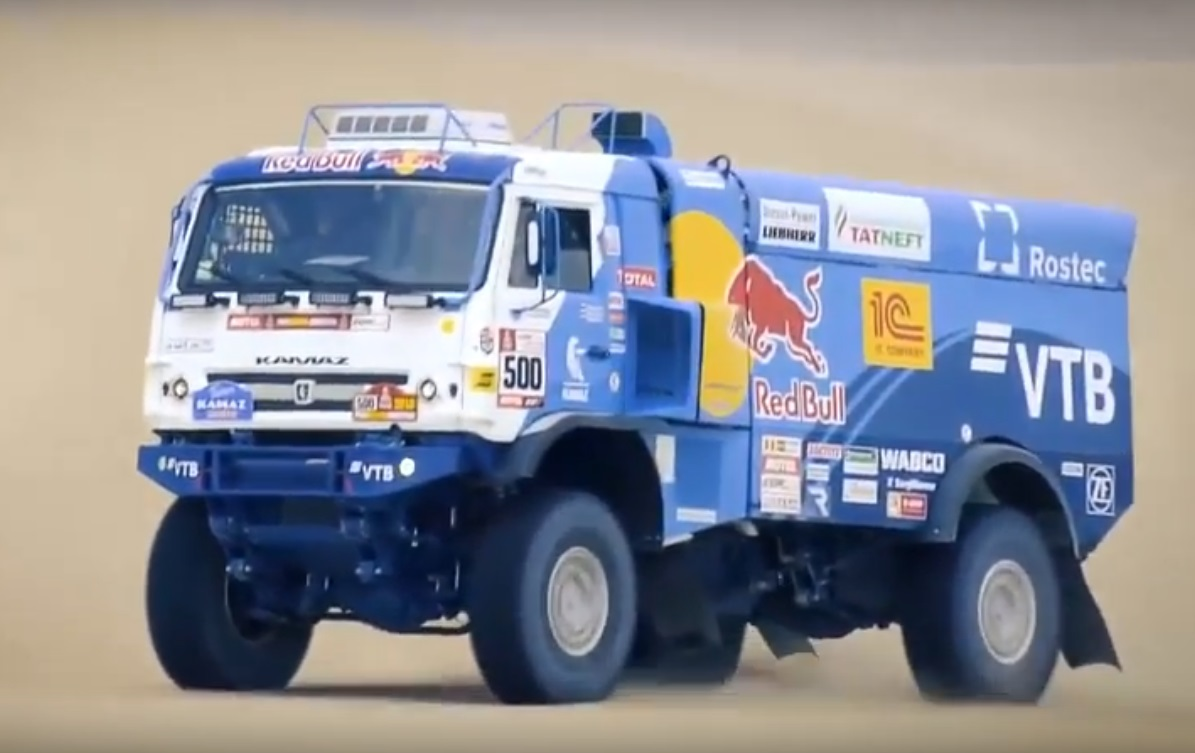
Dramática lucha por la punta entre los camiones de Eduard Nikoláiev (Tamaz) y Federico Villagra (Iveco). Terminaron la etapa a solo un segundo de diferencia en la general.

La decimosegunda etapa se cumplió parcialmente el jueves 18 de enero. La misma se vio afectada por un conflicto entre los organizadores del Dakar y los pilotos de motos y quads, que finalmente se negaron a disputar el tramo competitivo. Originalmente se había programado que las motos y quads saldrían de Fiambalá y seguirían una ruta especial (competitiva) diferente de las establecida para autos y camiones, que saldrían de Chilecito. Sin embargo el día anterior, la organización del Dakar dispuso que, por razones de seguridad, las motos y quads debían realizar el mismo circuito que los autos y camiones, saliendo a continuación de los mismos. Pero los pilotos de motos y quads se quejaron de la decisión, negándose a salir detrás de los autos y camiones, razón por la que fue cancelada completamente la etapa 12 para motos y quads, que procedieron a dirigirse directamente a la ciudad de San Juan por la Ruta 40.
El circuito competitivo para motos y quads, debió haber largado a pocos kilómetros de Fiambalá, en el área del Valle de Chaschuil (3300 m s. n. m.), poco antes de cruzar la frontera entre las provincias de Catamarca y La Rioja, a los pies del monte Pissis (6795 m), un volcán que es la tercera cumbre más alta del hemisferio occidental. Los pilotos debían recorrer una zona de arenales y ascenderían rápidamente hasta alcanzar 3900 metros de altura -volviendo a enfrentar el desafío del frío y el apunamiento- para luego descender en dirección sur, por el cauce del Río Bonete, hasta Alto Jagüé (1860 m), donde confluirían la ruta de las motos y quads, con la de los coches, camiones y SxS, provenientes del oeste.
Por su parte, las tripulaciones de autos, camiones y SxS salieron del campamento de Chilecito (1080 m), ya en la provincia de la Rioja y cruzaron el Nevado de Famatina por la Cuesta de Miranda, famosa por sus 400 curvas y por subir 1.500 metros en 12 kilómetros.
La largada del tramo cronometrado para todos los competidores finalmente fue establecida pocos kilómetros al sur de Vinchina (1450 m), saliendo hacia el norte y cruzando un cordón serrano hasta Alto Jagüé. Desde ese punto subirán hasta 3600 m s. n. m. Luego de seguir una orientación este-oeste, los competidores girarán hacia el sur hasta las cercanías de Guandacol (1055 m), casi en la frontera con San Juan, en el borde del Parque nacional Talampaya, ingresando al desierto de San Juan siguiendo el rumbo de los valles y cañones del Río Jáchal, con un amplio circuito en el Desierto de Mogna, pasando por Río de las Lajas, antes de llegar al fin del largo tramo cronometrado, al norte de la ciudad de San Juan.
Al finalizar la decimosegunda etapa las posiciones eran:
- Coches: Todo siguió igual en la general. La etapa la ganó Nasser Al-Attiyah con Toyota, pero sin afectar el liderazgo de Peugeot en la general. El español Carlos Sainz decidió perder algo de tiempo para evitar errores que le pudieran costar la general que lidera por un amplio margen, mientras que su compañero Stephane Peterhansel (+44:41) sigue segundo lejos. Tercero, a una distancia considerable, sigue Nasser Al-Attiyah (+01:05:55) que, con el triunfo en la etapa, se alejó de su compañero Bernhard ten Brinke (+01:17:21). Un quinto lugar expectante sigue guardando el tercer integrante del pelotón Toyota, Giniel de Villiers (+01:26:21). Todos los demás corredores quedaron a más de dos horas y media. El latinoamericano mejor colocado ubicado en la general sigue siendo Orlando Terranova, en octavo lugar.
- Motos: Cancelada.
- Quads: Cancelada.
- Camiones: Dramático empate virtual en la punta. La etapa fue ganada por el neerlandés Ton van Genugten, pero Federico Villagra (Iveco) fue penalizado con quince minutos, que lo llevaron a perder toda la ventaja que le llevaba a Eduard Nikoláiev (Tamaz). De este modo la punta en la general quedó virtualmente empatada, con apenas un segundo de ventaja para el ruso, sobre el argentino. Tercero a más de tres horas se mantuvo Viazovich (+03:26:14) y todos los demás camiones a más de cinco horas.
- SXS: Sin cambios. El brasileño Reinaldo Varela ganó la etapa y mantiene la carrera bajo control, liderando la general por más de una hora, sobre el francés Patrice Garrouste (+01:03:27). A nueve horas, el peruano José Carlos Uribe Ramos (+ 09:04:40), disputa el tercer lugar con el francés Claude Fournier (+09:08:34).

### Etapa 13

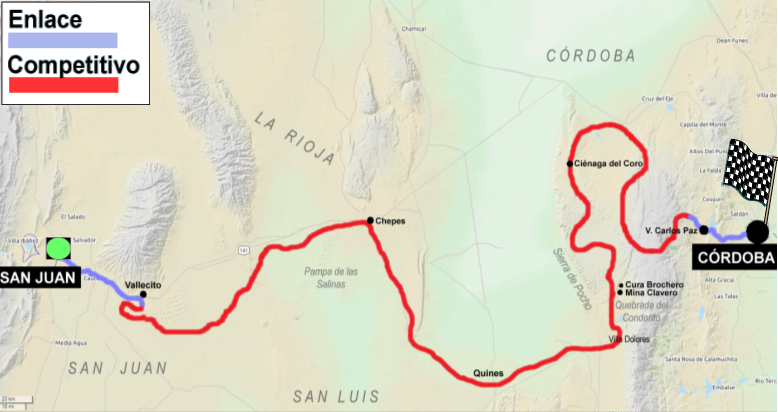
Mapa de la etapa 13.

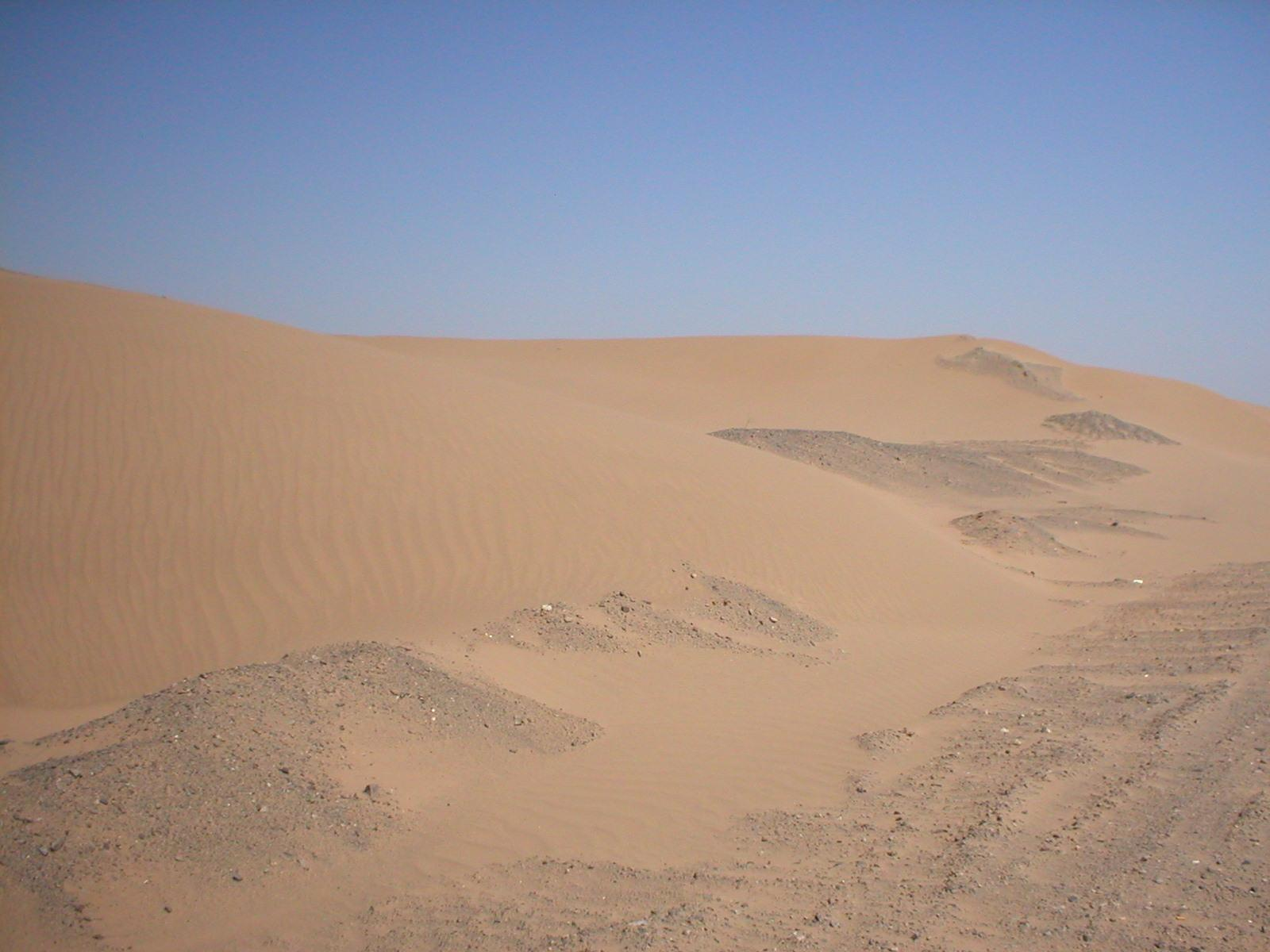
Los Médanos Grandes, al sudeste de la provincia de San Juan, donde se realizará la largada del primer tramo cronometrado de la etapa 13.

La decimotercera y penúltima etapa se corrió el viernes 19 de enero, saliendo de la ciudad de San Juan y llegando a Córdoba, capital de la provincia del mismo nombre. Los equipos abandonaron definitivamente la zona cordillerana para ingresar a las llanuras pampeanas, en una región salpicada de sierras. La etapa había sido diseñada originalmente con un tramo competitivo de 424 km y dos tramos de enlace al comienzo y al final que suman 483 km. Pero el día anterior el tramo especial fue acortado 55 km, quedando en 369. 
Los pilotos salieron del campamento de San Juan por la Ruta 141 en dirección este, hasta llegar a Vallecito, frente a los Médanos Grandes, donde se encuentra el oratorio a la Difunta Correa, creencia religiosa popular sobre una mujer que murió de sed en ese desierto y ya muerta amamantó a su hijo recién nacido, salvándole la vida. Allí se largará el tramo competitivo (DSS).
La largada se realizó en dirección este-oeste, para luego girar y recorrer los médanos, casi hasta el límite con la provincia de San Luis. Allí el circuito giró en dirección noreste, ingresando nuevamente a la provincia de La Rioja, siguiendo la orientación de la Ruta 141.
En este punto el recorrido fue modificado para evitar la zona de Pampa de las Salinas, que se encontraba en estado intransitable debido a las lluvias, suprimiéndose 55 km. Los competidores enfilaron hacia la zona en que se encuentra Quines, en la provincia de San Luis, donde volvieron a girar hacia el noreste, para ingresar a las famosas sierras cordobesas, ámbito por excelencia del rally argentino. Luego de pasar cerca de Mina Clavero y Cura Brochero, los vehículos se dirigieron hacia el norte, pasaron por Ciénaga del Coro y giraron 180° cerca de Cruz del Eje, siempre por las sierras, para ir hacia Villa Carlos Paz, lugar en el que pocos kilómetros antes finalizó el tramo competitivo. Desde allí la caravana siguió por la Autopista 20 hasta la ciudad de Córdoba, donde se instaló el campamento.
Al finalizar la decimotercera etapa las posiciones eran:
- Coches: La etapa la ganó el catarí Nasser Al-Attiyah con Toyota, pero la gran novedad fue el retraso en más de una hora del último campeón Stephane Peterhansel, con Peugeot, dejando sin efecto, con casi toda seguridad, la posibilidad de lograr un uno-dos para Peugeot. La dureza de la etapa también causó el abandono de Bernhard ten Brinke (Toyota), que marchaba cuarto en la general.[52] Con estos resultados el español Carlos Sainz (Peugeot) volvió a administrar su gran ventaja en la general, sin correr riesgos, quedando para la última etapa con una diferencia de tiempo a favor indescontable salvo una catástrofe. Con el retraso de Peterhansel, los otros dos lugares del podio provisional quedaron para los Toyotas de Nasser Al-Attiyah (+46:18) y Giniel de Villiers (+01:20:00). Peterhansel (+01:28:08) quedó en cuarto lugar, a ocho minutos del podio. Todos los demás corredores quedaron a más de dos horas y media. Respecto de la actuación de los latinoamericanos, tres argentinos sorprendieron ubicándose en las posiciones 9 a 11, Sebastián Halpern, Lucio Álvarez y Alejandro Yacopini, mientras que Orlando Terranova quedó relegado al 13.er lugar.
- Motos: La etapa fue ganada por Toby Price pero la situación general no ha cambiado. El austríaco Matthias Walkner (KTM) cuidó la gran diferencia obtenida como consecuencia del confuso incidente de la etapa 10 perdiendo algo más de 10 minutos, pero preservando 22 minutos de ventaja para emprender la última etapa. En segundo lugar sigue el argentino Kevin Benavídes (+22:31), con un reclamo pendiente por el incidente de la etapa 10.[53] En tercer lugar sigue el inglés Toby Price (+27:45), que acortó un poco el tiempo que lo separa de Benavídes, pero no lo que hubiera deseado en su aspiración de superarlo en la última etapa. Todos los demás competidores quedaron a más de 50 minutos de la punta y a más de 20 minutos del podio, dependiendo de alguna catástrofe de los tres punteros.
- Quads: La etapa la ganó el argentino Jeremías González Ferioli, pero con el chileno Ignacio Casale cómodamente en punta en la general y controlando la carrera como lo hizo desde la primera etapa. Casale repitió así el triunfo que había obtenido en la edición de 2014. El rookie argentino Nicolás Cavigliasso (+01:37:16) también mantuvo su cómodo segundo lugar, seguido a más de media hora por su compatriota González Ferioli (+02:05:12). Todos los demás competidores quedaron a más de cuatro horas.
- Camiones: Sorpresa por el abandono del argentino Federico Villagra[54] cuando competía cabeza a cabeza con el ruso Eduard Nikoláiev por el Dakar. El hecho prácticamente decidió el podio de la categoría con Nicoláiev y su Kamaz primero cómodo, a casi cuatro horas del bielorruso Siarhei Viazovich (+03:53:59) con MAZ, quedando en tercer lugar a más de cinco horas el ruso Airat Mardeev (+05:21:05), con Kamaz.
- SXS: Repitiendo el patrón que la carrera trae desde la quinta etapa, el francés Patrice Garrouste ganó la etapa sin perjudicar la diferencia que le saca en la general el brasileño Reinaldo Varela, que aunque se vio reducida en 8 minutos, aún supera los 50 minutos, ventaja más que cómoda cuando solo resta una etapa. La lucha por el tercer lugar se ha vuelto intensa, con el francés Claude Fournier alcanzando al peruano José Carlos Uribe Ramos y superándolo por apenas 3'49'', de cara a una última etapa decisiva.

### Etapa 14

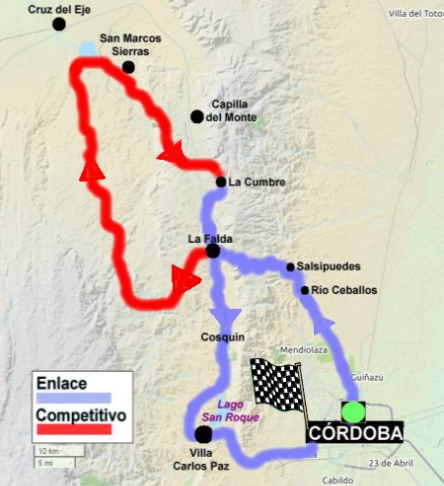
Mapa de la etapa 14.

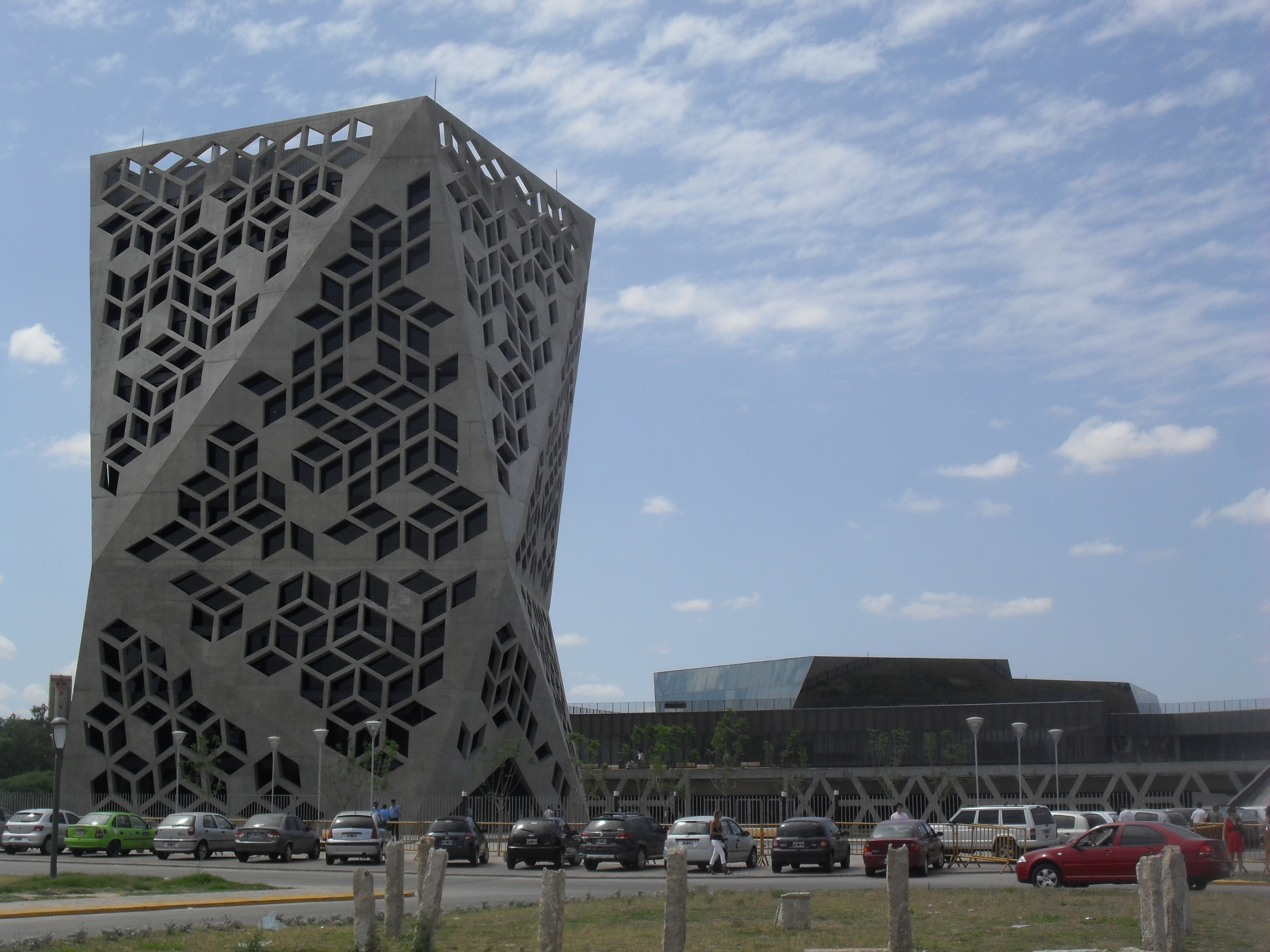
Centro Cívico de Córdoba donde se ubicó la línea de llegada y se realizó la premiación en el podio final.

La decimocuarta y última etapa se corrió el sábado 20 de enero, con salida y llegada en la Córdoba. La etapa tuvo un tramo competitivo de 120 km y dos tramos de enlace al comienzo y al final que sumaron 166 km. Se trató de un rulo relativamente corto por las Sierras de Córdoba, escenario clásico del rally argentino, que no modificó las posiciones principales en ninguna de las categorías.
Los pilotos salieron del campamento de Córdoba hacia el norte, por la Ruta provincial E53 en dirección a Río Ceballos. Allí, siempre por enlace, cruzaron las Sierras Chicas por el Camino del Cuadrado hasta La Falda, en el Valle de Punilla, donde luego de cruzar el río en las afueras de la ciudad, se ubicó la largada del tramo competitivo (DSS).
El circuito tuvo forma cuadrangular. Los corredores subieron las Sierras Grandes y mantuvieron una dirección sudoeste-oeste durante unos 15 kilómetros, hasta las proximidades de Characato. Allí giraron hacia el norte, longitudinalmente por la sierras, en dirección a Cruz del Eje, y poco antes de llegar doblaron hacia el este, en dirección a San Marcos Sierra y Capilla del Monte. Allí volvieron a girar hacia el sur, dirigiéndose nuevamente al Valle de Punilla y la localidad de La Cumbre, en las Sierras Chicas, donde terminó la última etapa competitiva, consagrando a los ganadores. La caravana circuló entonces hacia el sur por el Valle de Punilla, atravesando en plena temporada de vacaciones las localidades turísticas de caracterizan la zona, hasta Villa Carlos Paz, desde donde fueron por la autopista a Córdoba Capital, hasta la línea de llegada instalada en una rampa ubicada frente al Centro Cívico, en pleno centro de la ciudad, donde se ubicó el podio y se realizó la premiación.
Sin que se modificaran las posiciones en la general, la síntesis de la decimocuarta etapa fue la siguiente:
- Coches: La última etapa la ganó Giniel de Villiers con Toyota, quién así garantizó el tercer lugar del podio. El ganador de la general fue el español Carlos Sainz (repitiendo su triunfo de 2010), escoltado por el catarí Nasser Al-Attiyah y el francés Giniel de Villiers. Un Peugeot y dos Toyotas. Los mejores latinoamericanos fueron los argentinos Sebastián Halpern y Lucio Álvarez, noveno y décimo respectivamente.
- Motos: La etapa la ganó Kevin Benavídes, quien finalmente vio rechazado su reclamo sobre la confusa situación en la etapa 10. Con ese resultado el ganador de la general fue el austríaco Matthias Walkner, consagrando el triunfo de KTM por 17.ª vez consecutiva. El podio lo completaron el argentino Benavídes con Honda y el australiano Toby Price.
- Quads: La etapa la ganó el chileno Ignacio Casale quién así completó un triunfo impecable en la general, liderando la competencia de punta a punta. El segundo lugar en el podio lo ocupó el rookie argentino Nicolás Cavigliasso y el tercer lugar lo ocupó otro argentino, Jeremías González Ferioli, completando un amplio dominio latinoamericano en la categoría. El piloto no latinoamericano mejor ubicado fue el kazajo Dmitriy Shilov, que llegó en sexta ubicación.
- Camiones: La etapa la ganó el neerlandés Ton van Genugten. La general la ganó el ruso Eduard Nikoláiev (Kamaz), quien ya había ganado en 2013 y 2017. Segundo fue el bieloriuso Siarhei Viazovich (+03:53:59) con MAZ, y tercero el ruso Airat Mardeev, con Kamaz.
- SXS: La etapa la ganó el argentino Leo Larrauri. La general la ganó el brasileño Reinaldo Varela con Can-Am, escoltado por los franceses Patrice Garrouste y Claude Fournier, ambos con Polaris.

## Resultados de etapas

### Coches
| Etapa | Ganador de la etapa            | Tiempo    | Líder de la general  |
| ----- | ------------------------------ | --------- | -------------------- |
| 1     | Nasser Al-Attiyah (Toyota)     | 0:21:51   | Nasser Al-Attiyah    |
| 2     | Cyril Despres (Peugeot)        | 2:56:51   | Cyril Despres        |
| 3     | Nasser Al-Attiyah (Toyota)     | 3:09:08   | Stéphane Peterhansel |
| 4     | Sébastien Loeb (Peugeot)       | 3:57:53   | Stéphane Peterhansel |
| 5     | Stéphane Peterhansel (Peugeot) | 2:51:19   | Stéphane Peterhansel |
| 6     | Carlos Sainz (Peugeot)         | 2:53:30   | Stéphane Peterhansel |
| 7     | Carlos Sainz (Peugeot)         | 4:49:26   | Carlos Sainz         |
| 8     | Stéphane Peterhansel (Peugeot) | 5:15:18   | Carlos Sainz         |
| 9     | Cancelada                      | Cancelada | Carlos Sainz         |
| 10    | Stéphane Peterhansel (Peugeot) | 4:43:46   | Carlos Sainz         |
| 11    | Bernhard ten Brinke (Toyota)   | 4:10:54   | Carlos Sainz         |
| 12    | Nasser Al-Attiyah (Toyota)     | 5:49:57   | Carlos Sainz         |
| 13    | Nasser Al-Attiyah (Toyota)     | 5:02:22   | Carlos Sainz         |
| 14    | Giniel de Villiers (Toyota)    | 1:26:29   | Carlos Sainz         |

### Motos
| Etapa | Ganador de la etapa         | Tiempo    | Líder de la general |
| ----- | --------------------------- | --------- | ------------------- |
| 1     | Sam Sunderland (KTM)        | 0:20:55   | Sam Sunderland      |
| 2     | Joan Barreda Bort (Honda)   | 2:56:44   | Joan Barreda Bort   |
| 3     | Sam Sunderland (KTM)        | 3:20:43   | Sam Sunderland      |
| 4     | Adrien van Beveren (Yamaha) | 4:08:23   | Adrien van Beveren  |
| 5     | Joan Barreda Bort (Honda)   | 3:19:42   | Adrien van Beveren  |
| 6     | Antoine Méo (KTM)           | 1:54:10   | Kevin Benavídes     |
| 7     | Joan Barreda Bort (Honda)   | 5:11:10   | Adrien van Beveren  |
| 8     | Antoine Méo (KTM)           | 5:24:01   | Adrien van Beveren  |
| 9     | Cancelada                   | Cancelada | Adrien van Beveren  |
| 10    | Matthias Walkner (KTM)      | 4:52:26   | Matthias Walkner    |
| 11    | Toby Price (KTM)            | 4:01:33   | Matthias Walkner    |
| 12    | Cancelada                   | Cancelada | Matthias Walkner    |
| 13    | Toby Price (KTM)            | 4:48:33   | Matthias Walkner    |
| 14    | Kevin Benavídes (Honda)     | 1:26:41   | Matthias Walkner    |

### Quads
| Etapa | Ganador de la etapa          | Tiempo    | Líder de la general |
| ----- | ---------------------------- | --------- | ------------------- |
| 1     | Ignacio Casale (Yamaha)      | 0:27:32   | Ignacio Casale      |
| 2     | Ignacio Casale (Yamaha)      | 3:37:45   | Ignacio Casale      |
| 3     | Ignacio Casale (Yamaha)      | 3:58:08   | Ignacio Casale      |
| 4     | Serguéi Kariakin (Yamaha)    | 4:56:34   | Ignacio Casale      |
| 5     | Nicolás Cavigliasso (Yamaha) | 4:12:47   | Ignacio Casale      |
| 6     | Jeremías González (Yamaha)   | 2:29:06   | Ignacio Casale      |
| 7     | Axel Dutrie (Yamaha)         | 6:59:04   | Ignacio Casale      |
| 8     | Simon Vitse (Yamaha)         | 6:52:32   | Ignacio Casale      |
| 9     | Cancelada                    | Cancelada | Ignacio Casale      |
| 10    | Ignacio Casale (Yamaha)      | 6:35:18   | Ignacio Casale      |
| 11    | Nicolás Cavigliasso (Yamaha) | 5:20:45   | Ignacio Casale      |
| 12    | Cancelada                    | Cancelada | Ignacio Casale      |
| 13    | Jeremías González (Yamaha)   | 5:55:16   | Ignacio Casale      |
| 14    | Ignacio Casale (Yamaha)      | 1:43:25   | Ignacio Casale      |

### Camiones
| Etapa | Ganador de la etapa       | Tiempo    | Líder de la general |
| ----- | ------------------------- | --------- | ------------------- |
| 1     | Aleš Loprais (Tatra)      | 0:25:15   | Aleš Loprais        |
| 2     | Eduard Nikolaev (Kamaz)   | 3:24:23   | Eduard Nikolaev     |
| 3     | Federico Villagra (Iveco) | 3:56:37   | Eduard Nikolaev     |
| 4     | Eduard Nikolaev (Kamaz)   | 4:35:08   | Eduard Nikolaev     |
| 5     | Eduard Nikolaev (Kamaz)   | 3:37:12   | Eduard Nikolaev     |
| 6     | Federico Villagra (Iveco) | 3:22:23   | Eduard Nikolaev     |
| 7     | Ton Van Genugten (Iveco)  | 4:10:40   | Eduard Nikolaev     |
| 8     | Dmitry Sotnikov (Kamaz)   | 4:23:32   | Eduard Nikolaev     |
| 9     | Cancelada                 | Cancelada | Eduard Nikolaev     |
| 10    | Ton Van Genugten (Iveco)  | 5:31:49   | Eduard Nikolaev     |
| 11    | Siarhei Viazovich (MAZ)   | 5:14:10   | Federico Villagra   |
| 12    | Ton Van Genugten (Iveco)  | 7:02:36   | Eduard Nikolaev     |
| 13    | Eduard Nikolaev (Kamaz)   | 5:59:02   | Eduard Nikolaev     |
| 14    | Ton Van Genugten (Iveco)  | 1:39:47   | Eduard Nikolaev     |

### SxS
| Etapa | Ganador de la etapa         | Tiempo    | Líder de la general |
| ----- | --------------------------- | --------- | ------------------- |
| 1     | Aníbal Aliaga (Polaris)     | 0:31:27   | Aníbal Aliaga       |
| 2     | Reinaldo Varela (Can-Am)    | 4:18:44   | Juan Uribe Ramos    |
| 3     | Juan Uribe Ramos (Can-Am)   | 4:30:36   | Juan Uribe Ramos    |
| 4     | Patrice Garrouste (Polaris) | 5:43:45   | Patrice Garrouste   |
| 5     | Reinaldo Varela (Can-Am)    | 3:42:42   | Reinaldo Varela     |
| 6     | Patrice Garrouste (Polaris) | 3:44:18   | Reinaldo Varela     |
| 7     | Reinaldo Varela (Can-Am)    | 6:49:31   | Reinaldo Varela     |
| 8     | Reinaldo Varela (Can-Am)    | 7:30:18   | Reinaldo Varela     |
| 9     | Cancelada                   | Cancelada | Reinaldo Varela     |
| 10    | Patrice Garrouste (Polaris) | 6:37:07   | Reinaldo Varela     |
| 11    | Patrice Garrouste (Polaris) | 6:02:44   | Reinaldo Varela     |
| 12    | Reinaldo Varela (Can-Am)    | 9:27:12   | Reinaldo Varela     |
| 13    | Patrice Garrouste (Polaris) | 6:29:40   | Reinaldo Varela     |
| 14    | Leonel Larrauri (Can-Am)    | 1:45:55   | Reinaldo Varela     |

## Clasificación final

### Coches
| Rank. | Piloto               | Marca                 | Tiempo   | Diferencia |
| ----- | -------------------- | --------------------- | -------- | ---------- |
| 1     | Carlos Sainz         | Peugeot 3008 DKR      | 49:16:18 | -----      |
| 2     | Nasser Al-Attiyah    | Toyota Hilux          | 49:59:58 | + 43:40    |
| 3     | Giniel De Villiers   | Toyota Hilux          | 50:32:59 | + 1:16:41  |
| 4     | Stéphane Peterhansel | Peugeot 3008 DKR      | 50:41:47 | + 1:25:29  |
| 5     | Jakub Przygoński     | MINI JCW Rally        | 52:01:42 | + 2:45:24  |
| 6     | Khalid Al Qassimi    | Peugeot 3008 DKR MAXI | 53:37:16 | + 4:20:58  |
| 7     | Martin Prokop        | Ford F150 Evo         | 56:37:07 | + 7:20:49  |
| 8     | Peter van Merksteijn | Toyota Hilux          | 56:57:46 | + 7:41:28  |
| 9     | Sebastián Halpern    | Toyota Hilux          | 58:24:28 | + 9:08:10  |
| 10    | Lucio Álvarez        | Toyota Hilux          | 58:35:04 | + 9:18:46  |

### Motos
| Rank. | Piloto                   | Marca                    | Tiempo   | Diferencia |
| ----- | ------------------------ | ------------------------ | -------- | ---------- |
| 1     | Matthias Walkner         | KTM 450 Rally Replica    | 43:06:01 | -----      |
| 2     | Kevin Benavides          | Honda CRF 450 Rally      | 43:22:54 | + 16:53    |
| 3     | Toby Price               | KTM 450 Rally Replica    | 43:29:02 | + 23:01    |
| 4     | Antoine Méo              | KTM 450 Rally Replica    | 43:53:29 | + 47:28    |
| 5     | Gerard Farrés            | KTM Rally Replica        | 44:07:05 | + 1:01:04  |
| 6     | Johnny Aubert            | GasGas Rally Replica 450 | 44:59:54 | + 1:53:53  |
| 7     | Oriol Mena               | Hero 450 Rally           | 45:28:53 | + 2:22:52  |
| 8     | Pablo Quintanilla        | Husqvarna FR 450 Rally   | 45:30:06 | + 2:24:05  |
| 9     | Daniel Oliveras Carreras | KTM 450                  | 45:43:21 | + 2:37:20  |
| 10    | José Cornejo Florimo     | Honda CRF 450 Rally      | 45:48:37 | + 2:42:36  |

### Quads
| Rank. | Piloto                    | Marca                 | Tiempo   | Diferencia |
| ----- | ------------------------- | --------------------- | -------- | ---------- |
| 1     | Ignacio Casale            | Yamaha Raptor 700     | 53:47:04 | -----      |
| 2     | Nicolás Cavigliasso       | Yamaha YFZ 450        | 55:25:56 | + 1:38:52  |
| 3     | Jeremías González Ferioli | Yamaha Raptor 700     | 55:55:18 | + 2:08:14  |
| 4     | Marcelo Medeiros          | Yamaha YFM 700R       | 58:17:04 | + 4:30:00  |
| 5     | Alexis Hernández          | Yamaha Raptor 700R    | 58:25:57 | + 4:38:53  |
| 6     | Dmitry Shilov             | Yamaha Raptor 700     | 60:32:01 | + 6:44:57  |
| 7     | Nelson Sanabria Galeano   | Yamaha Raptor         | 61:50:00 | + 8:02:56  |
| 8     | Kees Koolen               | Barren Racer BR 1 690 | 62:12:02 | + 8:24:58  |
| 9     | Axel Dutrie               | Yamaha Raptor 700     | 62:17:26 | + 8:30:22  |
| 10    | Giuliano Giordana         | Yamaha Raptor 700     | 63:05:29 | + 9:18:25  |

### Camiones
| Rank. | Piloto                | Marca           | Tiempo   | Diferencia |
| ----- | --------------------- | --------------- | -------- | ---------- |
| 1     | Eduard Nikolaev       | Kamaz 4326      | 54:57:37 | -----      |
| 2     | Siarhei Viazovich     | MAZ 5309RR      | 58:54:54 | + 3:57:17  |
| 3     | Ayrat Mardeev         | Kamaz 4326      | 60:20:11 | + 5:22:34  |
| 4     | Artur Ardavichus      | Iveco PowerStar | 61:35:59 | + 6:38:22  |
| 5     | Martin Macík jr       | LIAZ 111.154    | 62:56:22 | + 7:58:45  |
| 6     | Teruhito Sugawara     | Hino 500 Series | 63:07:53 | + 8:10:16  |
| 7     | Gert Huzink           | Renault K520    | 64:17:00 | + 9:19:23  |
| 8     | Ton van Genugten      | Iveco PowerStar | 64:22:31 | + 9:24:54  |
| 9     | Maurik van den Heuvel | Scania Torpedo  | 64:52:42 | + 9:55:05  |
| 10    | Dmitry Sotnikov       | Kamaz 43509     | 65:01:24 | + 10:03:47 |

### SxS
| Rank. | Piloto            | Marca                  | Tiempo    | Diferencia  |
| ----- | ----------------- | ---------------------- | --------- | ----------- |
| 1     | Reinaldo Varela   | Can-Am                 | 72:44:06  | -----       |
| 2     | Patrice Garrouste | Polaris RZR 1000 Turbo | 73:41:43  | + 57:37     |
| 3     | Claude Fournier   | Polaris RZR 1000 XP    | 82:53:31  | + 10:09:25  |
| 4     | Jose Peña Campos  | Polaris RZR            | 82:57:26  | + 10:13:20  |
| 5     | Camelia Liparoti  | Yamaha YXZ 1000 R      | 100:38:21 | + 27:54:15  |
| 6     | Leonel Larrauri   | Can-Am                 | 205:04:18 | + 132:20:12 |